# Desembarques da Normandia
Os desembarques na Normandia consistiram nas operações de desembarque que ocorreram na terça-feira, 6 de Junho de 1944, da invasão dos Aliados da Normandia na Operação Overlord durante a Segunda Guerra Mundial. Com o nome de código Operação Neptuno e muitas vezes referido como o Dia D, foi a maior invasão por mar da história. A operação deu início à libertação dos territórios ocupados da Europa noroeste pelos alemães do controlo nazi e implantou os alicerces da vitória dos Aliados na Frente Ocidental.
O planeamento para a operação começou em 1943. Nos meses que antecederam a invasão, os Aliados colocaram em prática um engodo de grandes dimensões com o nome de código "Operação Guarda-Costas", para iludir os alemães em relação à data e local do principal desembarque Aliado. As condições atmosféricas do Dia D estavam longe do ideal e a operação teve de ser adiada em 24 horas; um novo adiamento teria significado um atraso de pelo menos duas semanas, pois os responsáveis pela elaboração do plano da invasão tinham definido requisitos para as fases da lua, as marés e a hora do dia, o que significava que apenas alguns dias de cada mês eram considerados adequados. Adolf Hitler colocou o marechal de campo Erwin Rommel no comando do exército alemão e no desenvolvimento de fortificações ao longo da Muralha do Atlântico para antecipar uma invasão dos Aliados.
Os desembarques anfíbios foram precedidos por um extenso e intensivo bombardeamento aéreo e naval e um assalto aéreo, com o lançamento de 24 mil homens norte-americanos, britânicos e canadianos que foram aerotransportados pouco depois da meia-noite. A infantaria Aliada e as divisões blindadas começaram o desembarque na costa da França às 6h30. O local de destino era 80 km de litoral na costa da Normandia, que tinham sido divididos em cinco sectores: Utah, Omaha, Gold, Juno e Sword. O vento forte que se fazia sentir desviou as embarcações de desembarque mais para leste da sua posição planeada, especialmente em Utah e Omaha. Os homens desembarcaram sob fogo pesado de armas posicionadas para as praias, e a costa estava minada e coberta com obstáculos, tais como estacas de madeira, de metal, tripés, e arame farpado, tornando o trabalho de limpeza das praias difícil e perigoso. As baixas foram mais pesadas em Omaha, com suas altas falésias. Em Gold, Juno e Sword, várias cidades fortificadas foram libertadas com combates casa-a-casa, e duas armas de grande dimensão posicionadas em Gold foram desactivadas, utilizando tanques especializados.
Os Aliados não conseguiram alcançar qualquer um dos seus objectivos no primeiro dia. Carentan, St. Lô e Bayeux permaneceram em mãos alemãs, enquanto Caen, um objectivo importante, só foi capturado no dia 21 de Julho. Apenas duas das praias (Juno e Gold) foram tomadas no primeiro dia e todos as cinco praias só foram unidas no dia 12 de Junho; no entanto, a operação ganhou uma posição que os Aliados expandiram gradualmente nos meses seguintes. Estima-se as vítimas alemãs no Dia D entre 4 a 9 mil homens. No lado Aliado, as vítimas ascenderam a 10 mil, com 4 414 mortos confirmados.

## Antecedentes
Após a invasão da União Soviética pelo exército alemão em Junho de 1941, o líder soviético Josef Stalin começou a pressionar os seus novos aliados para a criação de uma segunda frente na Europa Ocidental. No final de Maio de 1942, a União Soviética e os Estados Unidos fizeram um anúncio conjunto de que "... foi alcançado um completo entendimento em relação à necessidade urgente da criação de uma segunda frente na Europa em 1942". No Entanto, o Primeiro-Ministro britânico Winston Churchill convenceu o Presidente norte-americano Franklin D. Roosevelt a adiar prometida invasão pois, mesmo com a ajuda norte-americana, os Aliados não tinham as forças adequadas para essa acção.
Em vez de um regresso imediato a França, os Aliados ocidentais passaram por ofensivas no Teatro de Operações do Mediterrâneo, onde as tropas britânicas já estavam estacionados. Em meados de 1943, a campanha no Norte de África foi bem-sucedida. Em seguida, os Aliados deram início à invasão da Sicília em Julho de 1943, e, posteriormente, invadiram o continente italiano em Setembro do mesmo ano. Até então, as forças soviéticas estavam na ofensiva e obtiveram uma grande vitória na Batalha de Estalingrado. A decisão de empreender uma invasão atravessando o canal no ano seguinte foi tomada na Conferência Trident em Washington, em Maio de 1943. O planeamento Inicial foi restringido pelo número de embarcações de desembarque, a maioria dos quais já estavam em operação no Mediterrâneo e Pacífico. Na Conferência de Teerão, em Novembro de 1943, Roosevelt e Churchill prometeram a Estaline que iriam abrir a tão adiada segunda frente em Maio de 1944.

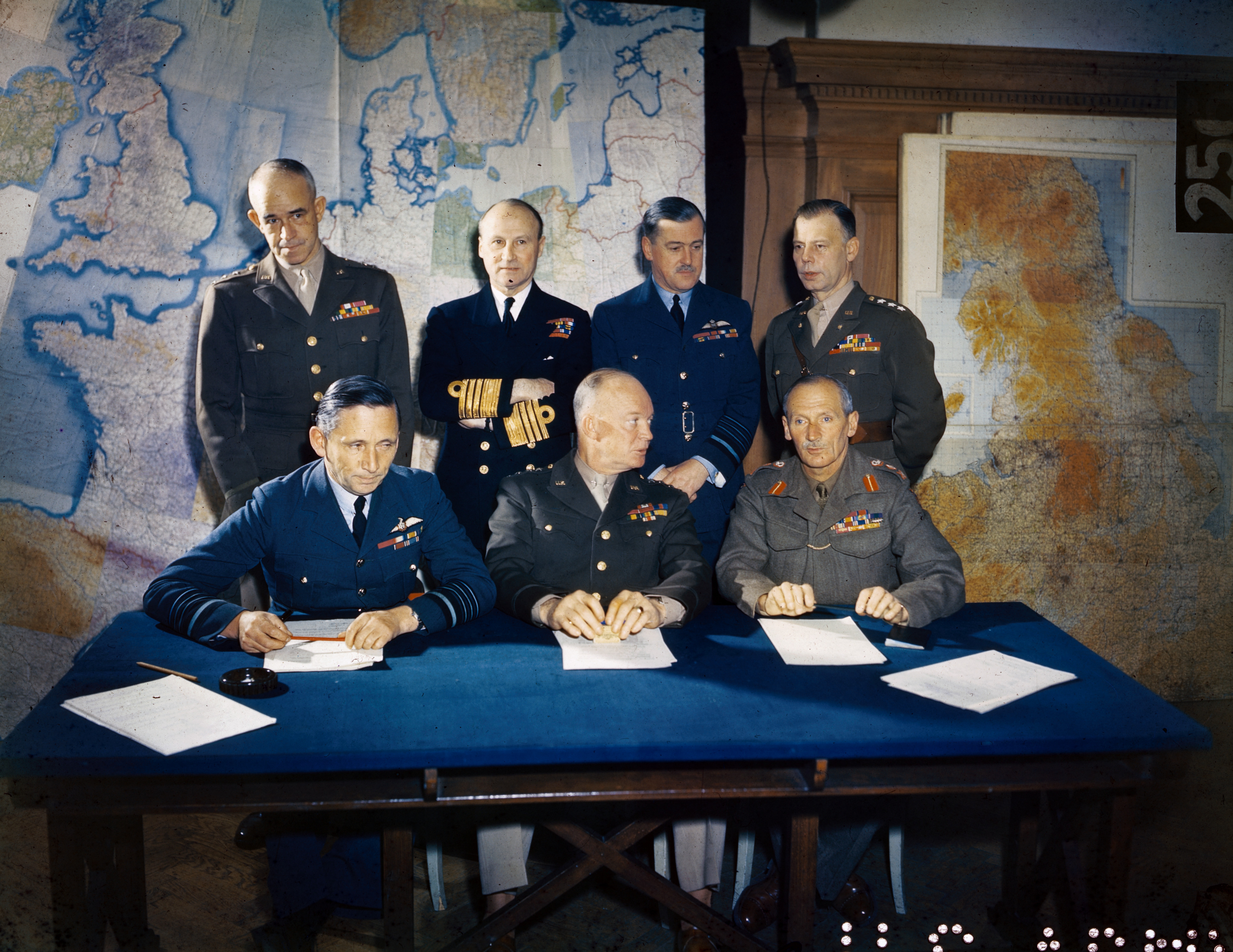
Reunião do Quartel-General Supremo das Forças Expedicionárias Aliadas (SHAEF), 1 de Fevereiro de 1944. Linha de frente: Marechal do ar Arthur Tedder; General Dwight D. Eisenhower; General Bernard Montgomery. Fila de trás: Tenente-General Omar Bradley; Almirante Bertram Ramsay; Marechal do ar Trafford Leigh-Mallory; Tenente-General Walter Bedell Smith.

Foram considerados quatro locais para os desembarques: Bretanha, a Península de Cotentin, Normandia e Pas-de-Calais. Como a Bretanha e a Cotentin são penínsulas, teria sido possível aos alemães cortar o avanço dos Aliados num istmo estreito, sendo que que estes locais foram rejeitados. Como Pas-de-Calais era o ponto mais próximo na Europa continental para a Grã-Bretanha, os alemães consideravam que este seria a zona de desembarque mais provável, e tinham já construído um sistema de fortificações de grande dimensão. Mas este local oferecia poucas oportunidades de expansão pois a área é delimitada por numerosos rios e canais, enquanto os desembarques numa frente ampla na Normandia permitiriam ameaças simultâneas contra o porto de Cherbourg, portos costeiros mais a oeste na Bretanha, e um ataque terrestre em direcção a Paris, e, eventualmente, para a Alemanha. A Normandia foi, portanto, escolhida como o local para os desembarques. O pior inconveniente da costa da Normandia - a falta de instalações portuárias — seria superado através da colocação de portos artificiais, os Portos Mulberry. Um conjunto de tanques especializados, apelidado de Hobart's Funnies, foram criados para lidar com as condições esperadas durante a Campanha da Normandia, tal como escalar paredões e fornecer suporte na praia.
Os Aliados planearam iniciar a invasão a 1 de Maio de 1944. O esboço inicial do plano foi aceite na Conferência de Quebec, em Agosto de 1943. O general Dwight D. Eisenhower foi nomeado comandante do Quartel-general Supremo das Forças Aliadas Expedicionárias (SHAEF). O general Bernard Montgomery foi nomeado como comandante do 21.º Grupo de Exército o qual concentrou todas as forças terrestres envolvidas na invasão. Em 31 de Dezembro de 1943, Eisenhower e Montgomery viram o plano pela primeira, o qual propunha desembarques anfíbios por três divisões com mais duas divisões de apoio. Os dois generais imediatamente insistiram que a escala da invasão inicial ser ampliada para cinco divisões, com tropas aerotransportadas, compostas por três divisões adicionais, para permitir operações numa ampla frente e acelerar a captura de Cherbourg. A necessidade de adquirir ou produzir mais embarcações de desembarque para a expansão da operação significava que a invasão teve de ser adiado para Junho. No total, trinta e nove divisões Aliadas estariam presentes para a Batalha da Normandia: vinte e duas norte-americanas, doze Inglesas, três canadianas, uma polca e uma francesa, totalizando mais de um milhão de tropas todos sob o comando britânico.

## Operações
Operação Overlord foi o nome atribuído para o estabelecimento de bases no Continente. A primeira fase, a invasão anfíbia e estabelecimento de uma base de partida segura, tinha o nome de código Operação Neptuno. Para obter a superioridade aérea necessária para garantir o sucesso da invasão, os Aliados realizaram uma campanha de bombardeamentos (nome de código Operação Pointblank) direccionados às indústrias de produção de aeronaves, abastecimento de combustível e aeródromos. Nos meses que precederam a invasão, foram realizadas acções de engodo, com o nome de código Operação Bodyguard, para impedir que os alemães tivessem conhecimento do local e hora da invasão.
Os desembarques seriam precedidos por operações aerotransportadas perto de Caen, no flanco oriental, para controlar as pontes do rio Orne  e a zona norte de Carentan no flanco oeste. Os norte-Americanos que desembarcariam nas praias de Utah e Omaha, teriam o objectivo de capturar Carentan e St. Lô no primeiro dia e, em seguida, bloquear a península de Cotentin e, eventualmente, capturar as instalações portuárias em Cherbourg. Os britânicos das praias de Sword e Gold e os canadianos da praia Juno, iriam proteger o flanco norte-americano e tentar estabelecer aeroportos perto de Caen. Numa segunda fase, seria realizada uma tentativa para conquistar todo o território a norte da linha Avranches-Falaise nas três semanas seguintes. Montgomery previa uma batalha com cerca de noventa dias de duração, até todas as forças Aliadas terem alcançado o rio Sena.

## Planos de engodo

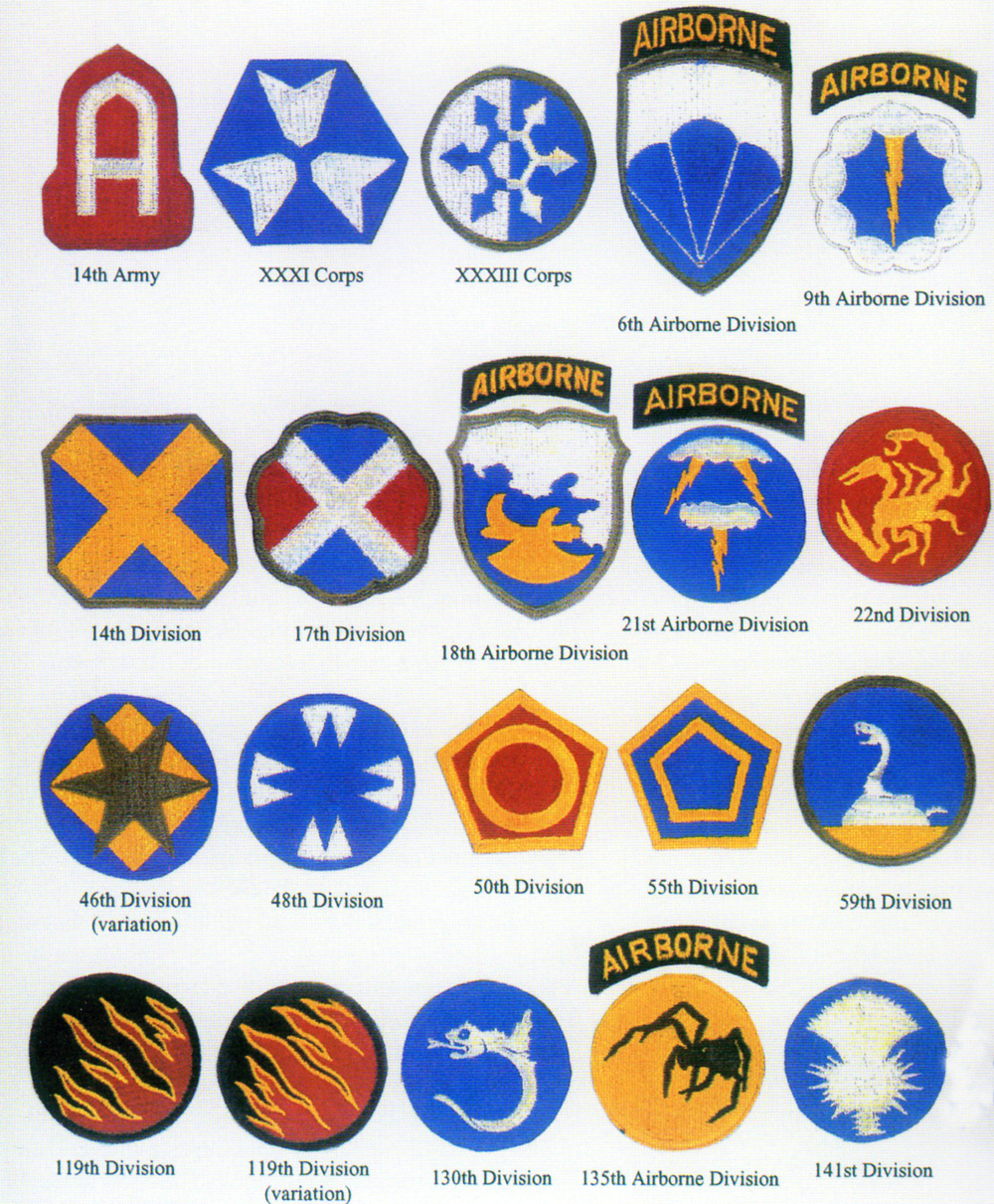
Emblemas desenhados para unidades do fictício Primeiro Grupo do Exército dos Estados Unidos liderado George Patton

Debaixo da protecção da Operação Bodyguard, os Aliados realizaram diversas operações concebidas para iludir os alemães em relação à data e ao local dos desembarques Aliados. A Operação Fortitude incluía Fortitude Noth, uma campanha de desinformação que utilizava transmissões de rádio falsas para levar os alemães a crer que estava iminente  um ataque na Noruega, e Fortitude South, que consistia na informação, falsa, da criação de um fictício Primeiro Grupo de Exército dos Estados Unidos, sob o comando do tenente-general George S. Patton, supostamente localizada em Kent e Sussex. Fortitude South tinha a intenção de enganar os alemães levando-os a acreditar que o ataque principal teria lugar em Calais. Mensagens genuíno de rádio do 21.º de Grupo de Exército foram encaminhados para Kent via telefone fixo e, em seguida, difundidas, para dar aos alemães a impressão de que a maioria das tropas Aliadas estava lá estacionada. Patton esteve em Inglaterra até 6 de Julho, continuando, assim, a enganar os Alemães e levando-os a crer que um segundo ataque teria lugar em Calais.
Muitas das estações de radar alemãs na costa francesa, foram destruídos na preparação para o desembarque. Além disso, na noite antes da invasão, um pequeno grupo de operadores do Serviço Aéreo Especial (SAS) lançou paraquedistas falsos sobre Le Havre e Isigny. Esses manequins fizeram os alemães acreditar que tinha ocorrido um lançamento de tropas aerotransportadas. Na mesma noite, durante a Operação Taxable, o Nº Esquadrão N.º 617 da RAF, largou tiras de "janelas", folhas de metal que causaram erros de leitura nos radares, e interpretado pelos operadores de radares alemães como um comboio naval perto de Le Havre. A ilusão foi ampliada por um grupo de pequenas embarcações a rebocar balões barragem. Uma ilusão semelhante foi realizada perto de Boulogne-sur-Mer na zona de Pas-de-Calais, pelo Esquadrão N.º 218 da RAF na Operação de Glimmer.

## Condições meteorológicas
Os estrategas da invasão determinaram um conjunto de condições que envolviam as fases da Lua, as marés, e a hora do dia que seria satisfatório em apenas alguns dias em cada mês. Uma Lua cheia era desejável, pois iria fornecer uma iluminação aos pilotos dos aviões e dar origem a marés mais altas. Os Aliados queriam agendar os desembarques para pouco antes do amanhecer, a meio caminho entre a maré baixa e alta, no período da vazante. Isso iria melhorar a visibilidade dos obstáculos na praia, além de minimizar a quantidade de tempo que os homens estariam expostos a céu aberto. Eisenhower pensado no dia 5 de Junho como data para o assalto. No entanto, a 4 de Junho, as condições eram inadequadas para um desembarque: os ventos fortes e o mar agitado tornaram impossível realizar o lançamento de embarcações de desembarque, e as nuvens baixas iriam impedir que aeronaves encontrassem os seus alvos.

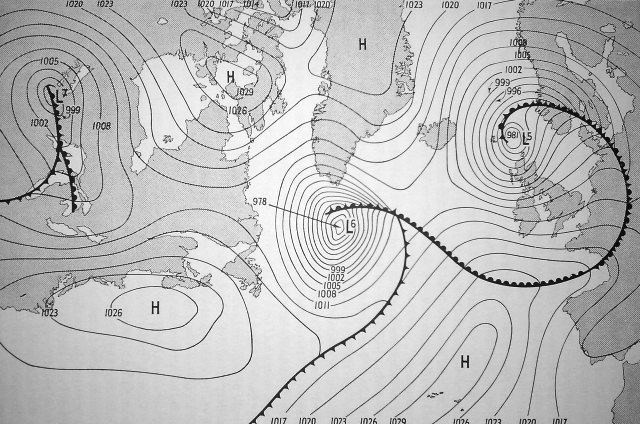
Mapa de análise do tempo à superfície com as frentes meteorológicas a 5 de Junho.

O capitão James Stagg da Royal Air Force (RAF) reuniu-se com Eisenhower na noite de 4 de Junho. Ele e a sua equipa de meteorologia previam que o tempo iria melhorar o suficiente para a invasão prosseguir no dia 6 de Junho. As próximas datas disponíveis com a condições ideais das maré (mas sem a desejável Lua cheia) seriam duas semanas mais tarde, a partir de 18 a 20 de Junho. O adiamento da invasão requeria a mobilização dos homens e navios para se posicionarem para cruzar o canal, o que poderia aumentar o risco de os planos para a invasão fossem detectados. Depois de muita discussão com os outros oficiais superiores, Eisenhower decidiu que a invasão devia avançar no dia 6 de Junho. Estava prevista uma grande tempestade na costa da Normandia para o período de 19 a 22 de Junho, o que teria impedido os desembarques.
O controlo Aliado do Atlântico significava que os meteorologistas alemães tinham menos informação do que os Aliados acerca dos padrões meteorológicos. Como o centro meteorológico da Luftwaffe em Paris previa duas semanas das tempestades, muitos comandantes da Wehrmacht deixaram os seus cargos para participar em jogos de guerra em Rennes, e muitos homens de várias unidades tiveram direito a licença. O marechal de campo Erwin Rommel voltou para a Alemanha para estar no aniversário da sua mulher e para se encontrar com Hitler para tentar obter mais Panzers.

## Ordem de batalha das forças alemãs
A Alemanha nazi tinha à sua disposição cinquenta divisões em França e Países Baixos, com mais dezoito estacionados na Dinamarca e na Noruega. Quinze divisões estavam em processo de formação na Alemanha. As perdas em combate durante a guerra, especialmente na Frente Oriental, significavam que os alemães já não tinham uma reserva de homens jovens. Os soldados alemães eram, agora, em média, seis anos mais velhos do que suas contrapartes Aliadas. Muitos na área da Normandia eram Ostlegionen (legiões do leste) – conscritos e voluntários da Rússia, da Mongólia e outras áreas da União Soviética. Foram fornecidos principalmente com equipamentos capturado de baixa qualidade e não tinham transporte motorizado. Muitas unidades alemãs estavam fragilizadas.
Comandante supremo alemão: Adolf Hitler
- Oberbefehlshaber Oeste (Comandante Supremo do Oeste; OB-Oeste): Marechal de campo Gerd von Rundstedt

- (Grupo Panzer Oeste: General Leo Geyr von Schweppenburg)

- Grupo de Exércitos B: Marechal de campo Erwin Rommel
  - 7.º Exército: Generaloberst Friedrich Dollmann
    - LXXXIV Corpo: General der Artillerie Erich Marcks

### Península de Cotentin
As forças Aliadas que desembarcaram na praia "Utah" enfrentaram as seguintes unidades alemãs estacionadas na península de Cotentin:
- 709.ª Divisão de Infantaria Estática, sob o Generalleutnant Karl-Wilhelm von Schlieben, com 12 320 homens, muitos deles Ostlegionen (não alemão conscritos, recrutados a partir de prisioneiros de guerra soviéticos, georgianos e polacos)[42]
  - 729.º Regimento de Granadeiros[43]
  - 739.º Regimento de Granadeiros[43]
  - 919.º Regimento de Granadeiros[43]

### Sector Grandcamps

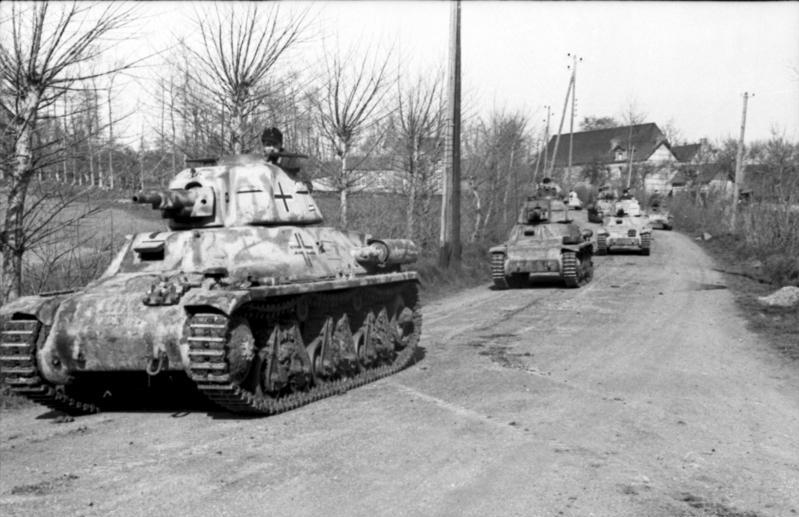
Tropas alemãs a utilizar tanques franceses capturados (Beutepanzer) na Normandia, em 1944

Os americanos que desembarcaram na praia "Omaha" enfrentaram as seguinte tropas alemãs:
- 352.ª Divisão de Infantaria, sob o Generalleutnant Dietrich Kraiss, num total de 12 mil homens trazidos por Rommel em 15 de Março e reforçada por dois outros regimentos[44]
  - 914.º Regimento de Granadeiros[45]
  - 915.º Regimento de Granadeiros (como reserva)[45]
  - 916.º Regimento de Granadeiros[45]
  - 726.º Regimento de Infantaria (da 716.ª Divisão de Infantaria)[45]
  - 352.º Regimento de Artilharia[45]

As forças Aliadas que desembarcaram na praia "Gold" e "Juno" enfrentaram os seguintes elementos da 352.ª Divisão de Infantaria alemã:
- 914.º Regimento de Granadeiros[46]
- 915t.º Regimento de Granadeiros[46]
- 916.º Regimento de Granadeiros[46]
- 352.º Regimento de Artilharia[46]

### Forças em redor de Caen
As forças Aliadas que atacaram as prais de "Gold", "Juno" e "Sword" enfrentaram as seguintes unidades alemãs:
- 716.ª Divisão de Infantaria Estática, comandada pelo Generalleutnant Wilhelm Richter. Com 7 mil homens, a divisão estava subdimensionada[47]
  - 736.º Regimento de Infantaria[48]
  - 1716.º Regimento de Artilharia[48]
- 21.ª Divisão Panzer, (sul de Caen), comandada pelo Generalmajor Edgar Feuchtinger incluía 146 tanques e 50 armas de assalto, além de apoiar a infantaria e a artilharia[49]
  - 100.º Regimento Panzer[46]
  - 125.º Regimento Panzergrenadier[46]
  - 192.º Regimento Panzergrenadier[46]
  - 155.º Panzer Regimento de Artilharia Panzer[46]

## Muralha do Atlântico

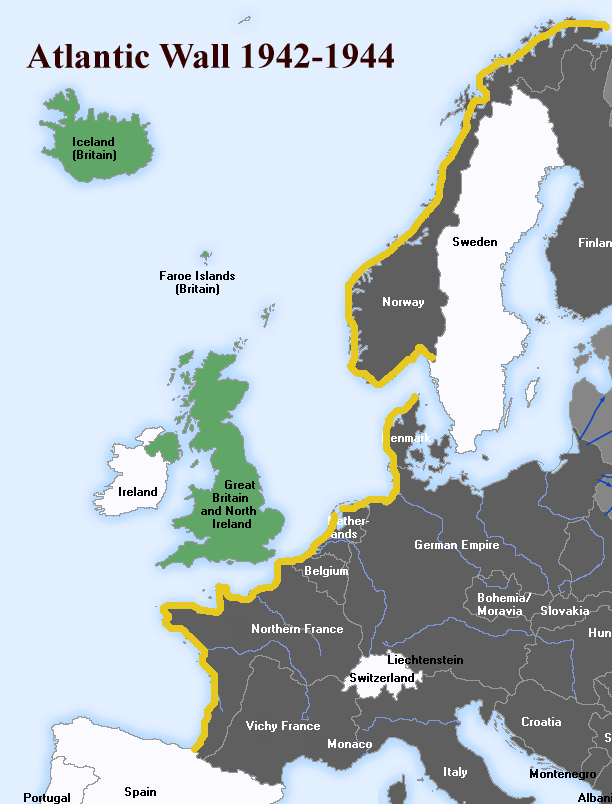
Mapa da Muralha do Atlântico, mostrada em amarelo
Eixo e países ocupados
Aliados e países ocupados
Países neutros

Alarmado com as incursões em St Nazaire e Dieppe em 1942, Hitler ordenou a construção de fortificações ao longo de toda a costa Atlântica, desde a Espanha até à Noruega, para proteger contra a prevista invasão dos Aliados. Ele imaginou de 15 mil posições ocupadas por 300 mil tropas, mas a falta de recursos, particularmente de betão e mão de obra, fez com que a maioria das fortificações e obstáculos nunca fossem construídas. Como o local de invasão esperado era Pas-de-Calais, esta zona foi fortemente protegida. Na região da Normandia, as melhores fortificações foram concentradas nas instalações portuárias em Cherbourg e Saint-Malo. Rommel foi designado para supervisionar a construção de novas fortificações ao longo da esperada frente de invasão frente, que se estendiam desde a Holanda até Cherbourg, e foi-lhe dado o comando do recém-formado Grupo de Exércitos B que inclui o 7.º Exército, o 15.º Exército e as forças que guardavam a Holanda. As tropas de reserva para este grupo incluíam a 2.ª, 21.ª e 116.ª Divisões Panzer.

Rommel acreditava que a costa da Normandia poderia ser um possível ponto de desembarque para a invasão, o que o levou a ordenar a construção de extensas construções de defesa ao longo da costa. Além de bases de betão para a colocação de armamento posicionadas em pontos estratégicos ao longo da costa, deu instruções para a colocação de estacas de madeira, metal, tripés, minas, e obstáculos anti-tanque de grande dimensão para serem colocados nas praias para assim atrasar a aproximação das embarcações de desembarque e impedir o movimento de tanques. Esperando que os Aliados desembarcassem durante a maré alta, para evitar que a infantaria pudesse ficar muito tempo exposta na praia, Rommel ordenou que muitos destes obstáculos fossem colocados na marca de água alta. Os rolos de de arame farpado, armadilhas, e a remoção da cobertura do solo fez a abordagem perigosa para a infantaria.
Com as ordens de Rommel, o número de minas ao longo da costa triplicou. A ofensiva aérea Aliada sobre a Alemanha enfraqueceu a Luftwaffe e estabeleceu a supremacia aérea sobre a Europa ocidental, o que deixou Rommel de alerta pois sabia que não poderia esperar um apoio aéreo eficaz. A Luftwaffe apenas podia reunir 815 aeronaves sobre a Normandia, em comparação com os 9 543 Aliadas. Rommel organizou armadilhas em estacas conhecidas como Rommelspargel (espargos de Rommel) para serem instaladas nos campos tentando dissuadir, assim, os lançamentos aéreos.

## Reserva de blindados
Rommel acreditava que a melhor hipótese que a Alemanha tinha era parar a invasão na praia. Solicitou que as reservas blindadas, especialmente tanques, fossem estacionadas o mais perto possível da costa. Rundstedt, Geyr e outros comandantes superiores opuseram-se. Eles acreditavam que a invasão não poderia ser travada nas praias. Geyr argumentou a favor de uma doutrina convencional: manter as formações Panzer concentradas numa posição central em torno de Paris e Rouen, mobilizá-las apenas quando as forças Aliadas principais tivessem sido identificadas. Também observou que, na Campanha italiana, as unidades blindadas estacionadas perto da costa tinham sido danificadas por bombardeamentos navais. Rommel achou que, por causa da supremacia aérea Aliada, o movimento em larga escala de tanques não seria possível com a invasão em curso. Hitler tomou a decisão final, que foi deixar três divisões Panzer sob o comando de Geyr e dar a Rommel o controlo operacional de mais três reservas. Hitler assumiu o controlo pessoal de quatro divisões como reservas estratégicas, só para serem usadas com a sua ordem directa.

## Ordem de batalha dos Aliados

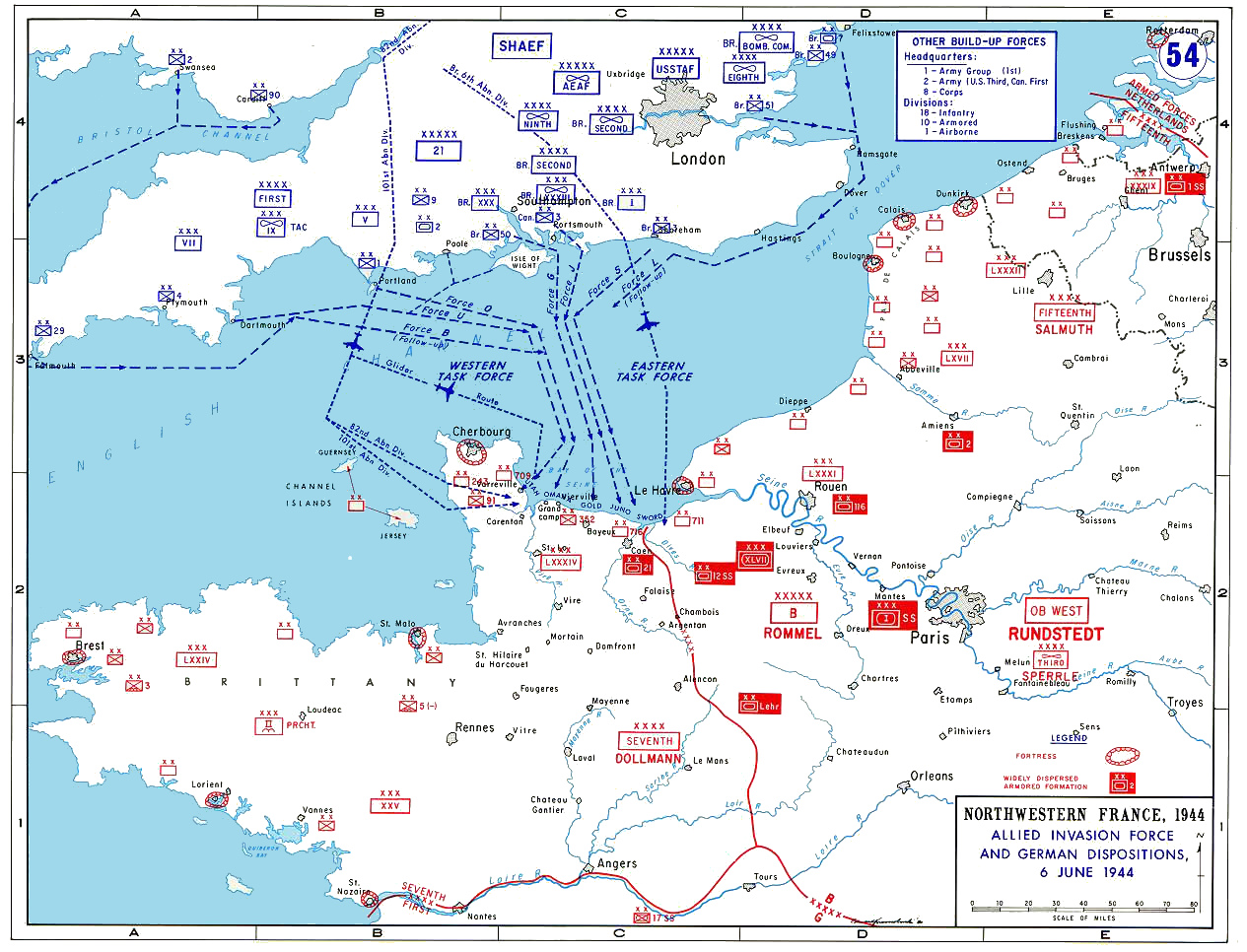
Rotas de assalto do Dia D na Normandia

Comandante, SHAEF: General Dwight D. Eisenhower Comandante, 21.º Grupo de Exército: General Bernard Montgomery

### Zonas norte-americanas
Comandante, Primeiro Exército (Estados Unidos): Tenente-General Omar Bradley
O contingente do Exército ascendia a cerca de 73 mil homens, incluindo 15,6 mil das divisões aerotransportadas
Praia Utah
- VII Corpo de Exército comandado pelo Major-General J. Lawton Collins[63]
  -  4.ª Divisão de Infantaria: Major-General Raymond O. Barton[63]
  -  82.ª Divisão Aerotransportada: Major-General Matthew Ridgway[63]
  -  90.ª Divisão de Infantaria: Brigadeiro-General Jay W. MacKelvie[63]
  -  101.ª Divisão Aerotransportada: Major-General Maxwell D. Taylor[63]

Praia Omaha
- V Corpo de Exército comandado pelo Major-General Leonard T. Gerow, tornando-se 34 250 homens[64]
  -  1.ª Divisão de Infantaria: Major-General Clarence R. Huebner[65]
  -  29.ª Divisão de Infantaria: Major-General Charles H. Gerhardt[65]

### Zonas britânicas e canadianas

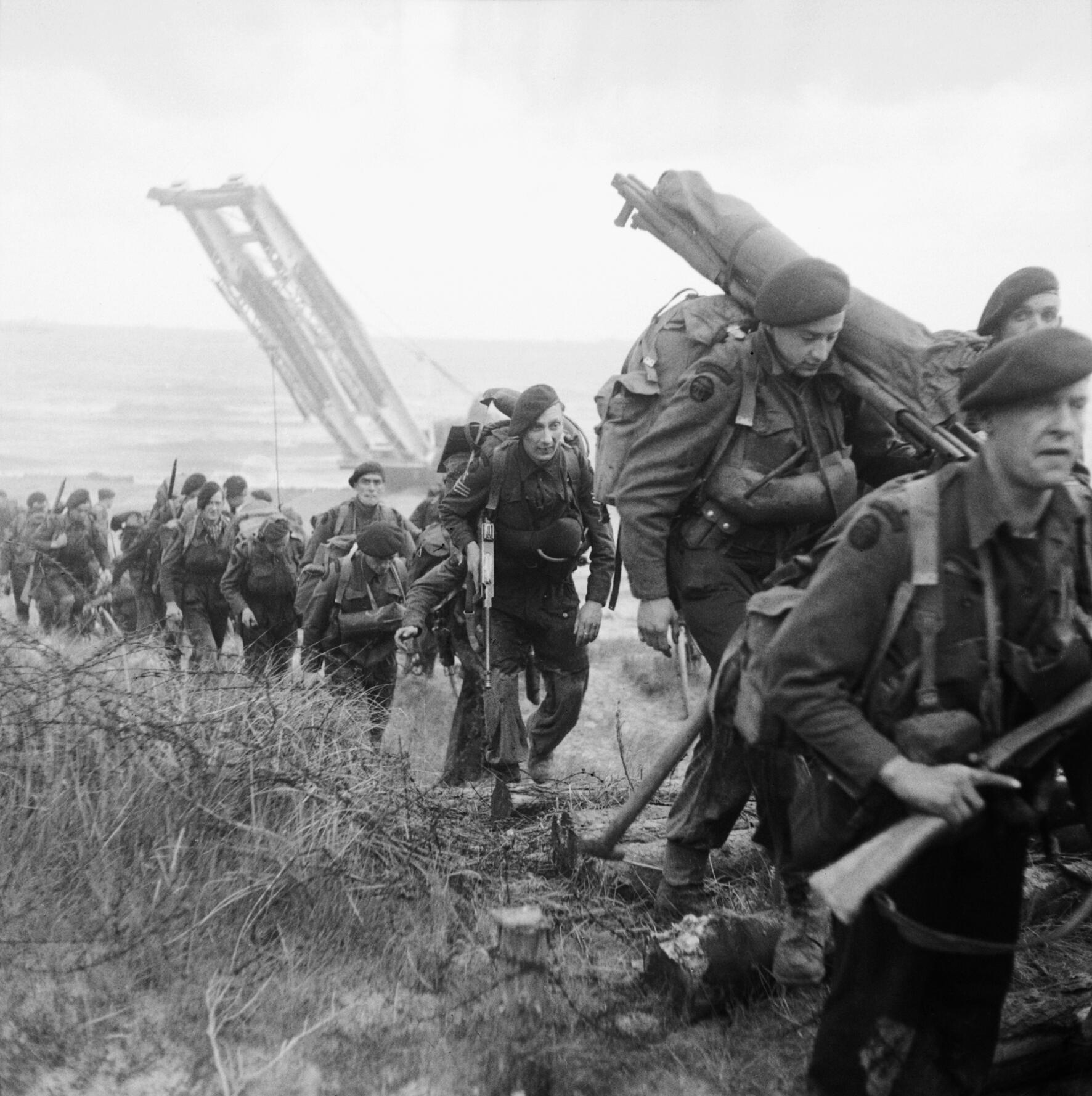
Comandos Royal Marine associados com a 3.ª Divisão de Infantaria caminham para o interior da Praia Sword, 6 de Junho de 1944

Comandante do Segundo Exército (Grã-Bretanha e Canadá): Tenente-General Sir Miles Dempsey
No geral, o contingente do Segundo Exército consistia de 83 115 homens, 61 715 deles britânicos. As unidades navais e aéreas de apoio britânicas incluíam um grande número de pessoal das nações Aliadas, incluindo vários esquadrões da RAF dirigidos por tripulação das colónias. Por exemplo, a contribuição australiana para a operação incluiu um esquadrão regular da Royal Australian Air Force (RAAF), nove esquadrões Article XV, e centenas de funcionários ligado às unidades da RAF e navios de guerra RN. A RAF forneceu dois terços das aeronaves envolvidas na invasão.
Praia Gold
- XXX Corpo de Exército comandado pelo Tenente-General Gerard Bucknall[68]
  -  50.º Divisão de Infantaria (Northumbrian): Major-General D. A. H. Graham[68]

Praia Juno
- I Corpo de Exército britânico comandado pelo Tenente-General John Crocker[69]
  -  3.ª Divisão Canadiana: Major-General Vara Keller[69]

Praia Sword
- I Corpo de Exército britânico comandado pelo Tenente-General John Crocker[70]
  -  3.ª Divisão de Infantaria: Major-General Tom Rennie[70]
  -  6.ª Divisão Aerotransportada: Major-General R.N. Gale[70]

  79.ª Divisão Blindada: Major-General Percy Hobart forneceu veículos blindados especializados que apoiaram os desembarques em todas as praias no sector do Segundo Exército.

## Coordenação com a Resistência francesa

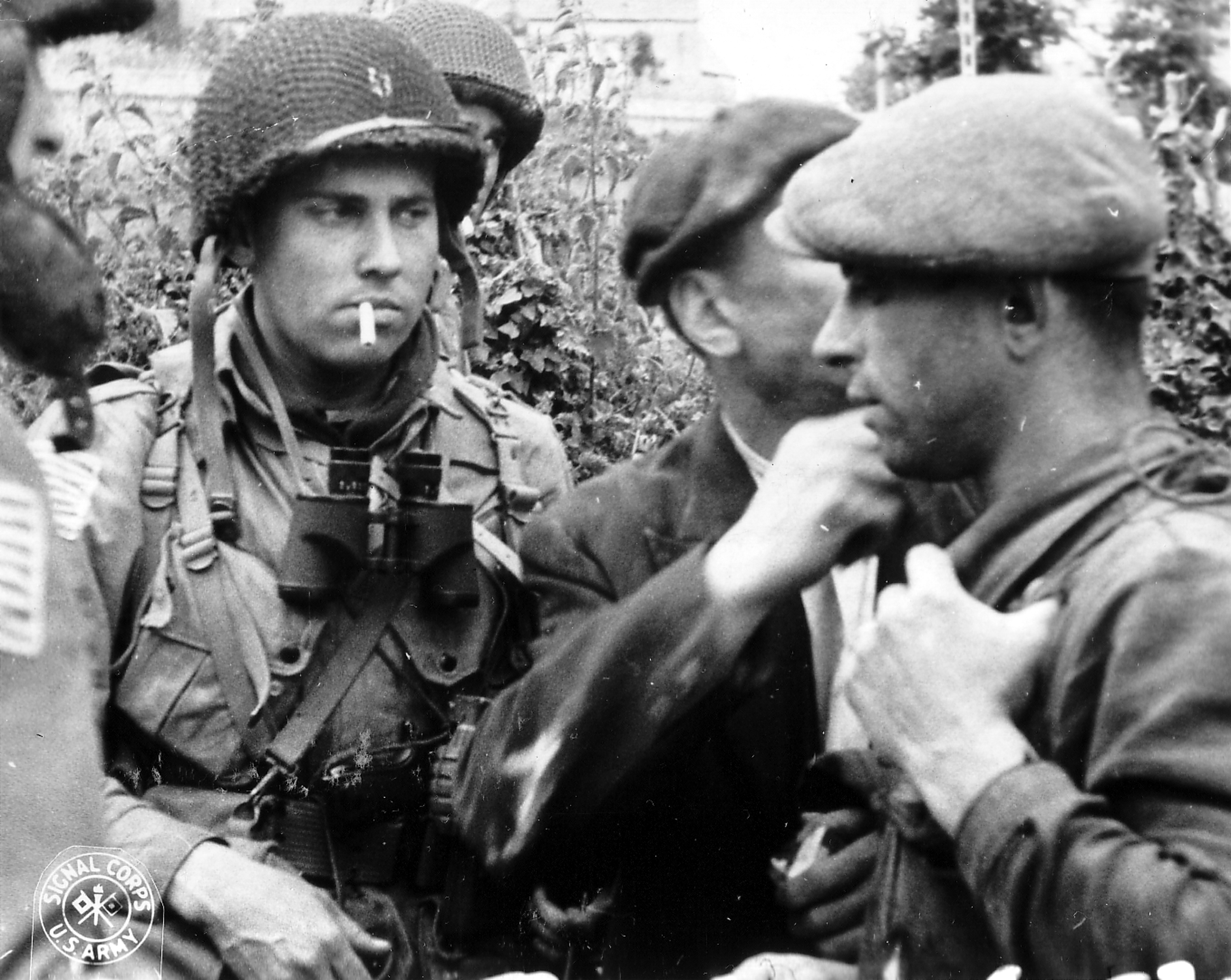
Membros da Resistência francesa e soldados da 82.ª Divisão Aerotransportada dos EUA a discutir a situação durante a Batalha da Normandia em 1944

Através do Estado-maior des Forces Françaises de l'Intérieur (Forças Francesas do Interior) baseadas em Londres, o Executivo de Operações Especiais britânico organizou uma campanha de sabotagem a ser implementada pela Resistência francesa. Os Aliados desenvolveram quatro planos para a Resistência levar a cabo no Dia D e nos dias seguintes:
- Plano Vert: 15 dias de operação para sabotar o sistema ferroviário;
- Plano Bleu: destruição das instalações eléctricas;
- Plano Tortue: operação destinada a atrasar as potenciais forças inimigas que iriam reforçar o Eixo na Normandia;
- Plano de Violet: corte dos sistemas de comunicação telefónicos subterrâneos e cabos de telex.[72]

A resistência foi informada para realizar aquelas acções através de mensagens de pessoais transmitidas pelo serviço francês da BBC de Londres. Várias centenas de mensagens, as quais podem consistir em trechos de poesia, citações de literatura, ou frases aleatórias, foram regularmente transmitidos, mascarando as poucas que eram realmente significativas. Nas semanas que antecederam os desembarques, foram distribuídas listas de mensagens e os seus significados aos grupos de resistência. Um aumento na actividade de rádio no dia 5 de Junho foi correctamente interpretado pelos serviços de informação alemães como uma invasão iminente ou em curso. No entanto, devido ao elevado volume de mensagens falsas anteriores e à desinformação, a maioria das unidades ignorou o aviso.
No dia 5 de junho às 21h15 a Rádio Londres alertou a resistência francesa para o início da operação com a difusão do verso de um poema de Paul Verlaine: "Os soluços graves/dos violinos suaves/do outono/ferem a minh'alma/num langor de calma/e sono".
Um relatório de 1965 do Centro de Análise de Informações da Contra-insurgência detalha os resultados das sabotagens da Resistência francesa: "no sudeste, foram destruídas 52 locomotivas a 6 de Junho e a linha de caminhos de ferro foi cortada em mais de 500 locais. A Normandia ficou isolada a 7 Junho.".

## Actividade naval

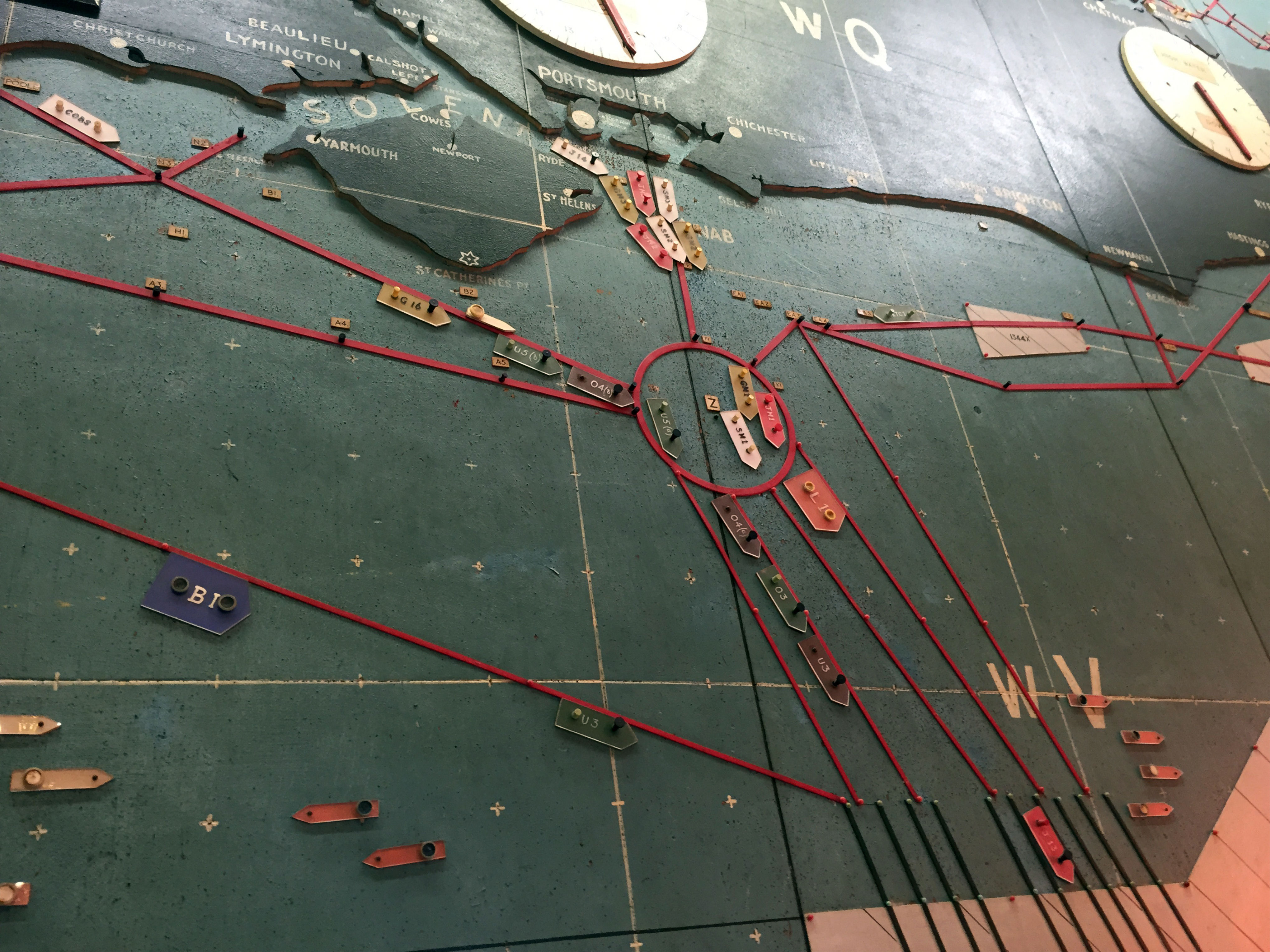
Mapa com o planeamento do Dia D utilizado na Southwick House

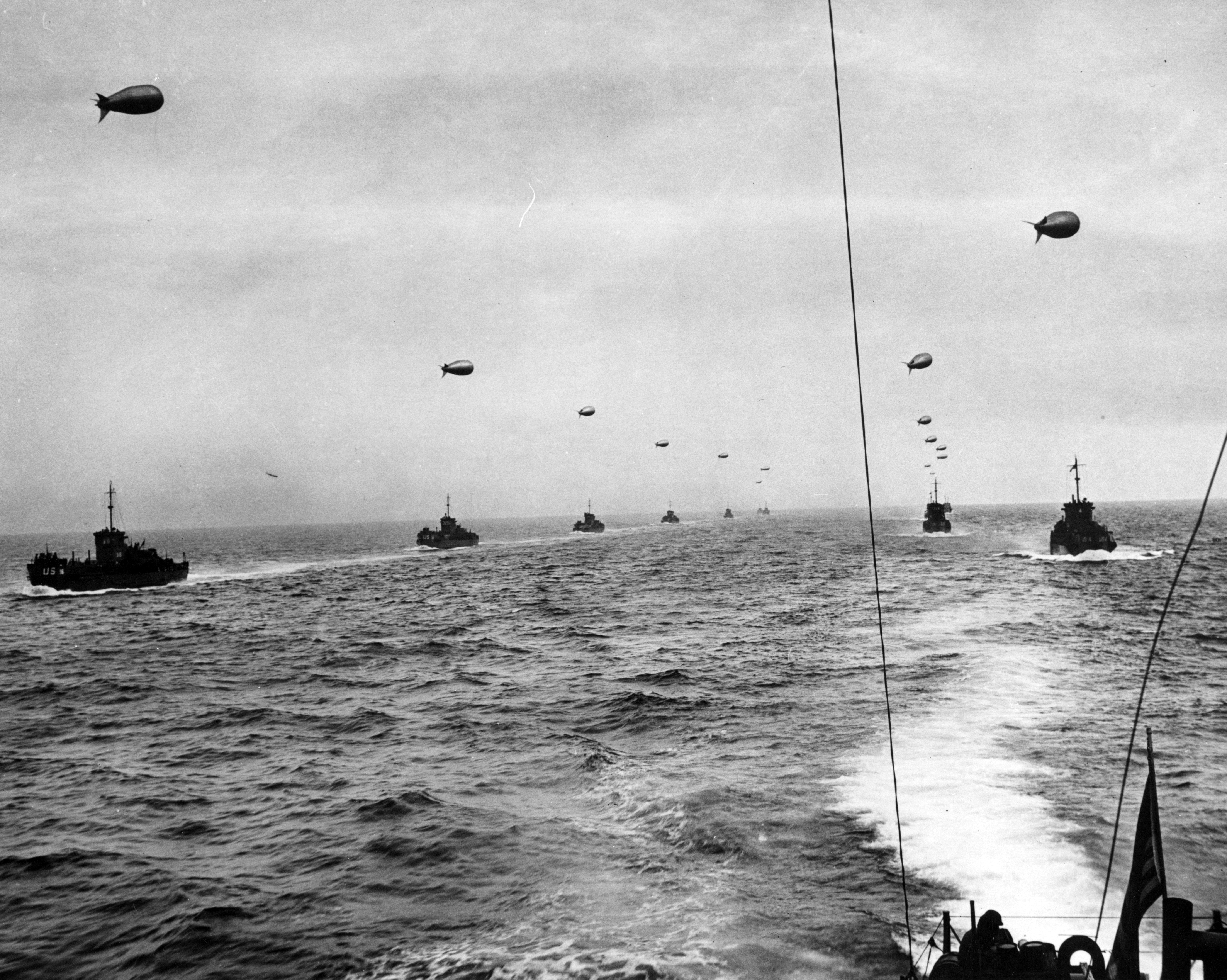
Um comboio de desembarque de grande dimensão atravessa o Canal da Mancha a 6 de Junho de 1944

As operações navais para a invasão foram descritas pelo historiador Correlli Barnett como um "uma obra-prima de planeamento nunca ultrapassada". No comando geral estava o almirante britânico Sir Bertram Ramsay, que tinha servido como Oficial de Bandeira em Dover durante a evacuação de Dunkirk quatro anos antes. Foi também responsável pelo planeamento naval da invasão do Norte de África em 1942, e por uma das duas frotas de transporte de tropas para a invasão da Sicília no ano seguinte.
A frota de invasão era composta por 6 969 embarcações de oito países: 1 213 navios de guerra, 4 126 embarcações de desembarque de vários tipos, 736 embarcações auxiliares e 864 navios mercantes. A maioria da frota era de origem britânica, a qual forneceu 892 navios de guerra e 3 261 embarcações de desembarque. REF 77 As tropas de marinha ascendiam a 195 700. A frota de invasão foi separada entre Força Naval Ocidental (comandada pelo almirante Alan G Kirk) para dar apoio aos sectores norte-americanos, e Força Naval Oriental (comandada pelo almirante Sir Philip Vian) nos sectores britânico e canadiano. A frota incluía cinco couraçados, 20 cruzadores, 65 contratorpedeiros e dois monitores As embarcações alemãs na zona no Dia D consistiam em três barcos-torpedos, 29 lanchas de ataque rápidas, 36 barcos R e 36 caça-minas e barcos-patrulha REF 91 Os alemães também possuíam vários U-Boot, e todas as aproximações às praias tinham sido densamente minadas.

### Perdas navais
Às 05h10, quatro embarcações-torpedo chegaram perto da Força Leste e lançaram quinze torpedos, afundando o contratorpedeiro norueguês HNoMS Svenner ao largo da praia Sword, falhando osmas falta dos couraçados HMS Warspite e HMS Ramillies. Depois do ataque, as embarcações alemãs fugiram para leste paras uma cortina de fumo que tinha sido lançada pela RAF para proteger a frota da artilharia de longo alcance em Le Havre. As perdas Aliados devido às minas incluíram o USS Corry ao largo de Utah e o USS PC-1261, um barco-patrulha de 57 m. Para além disso, muitas embarcações de desembarque foram destruídas.

## Bombardeamentos

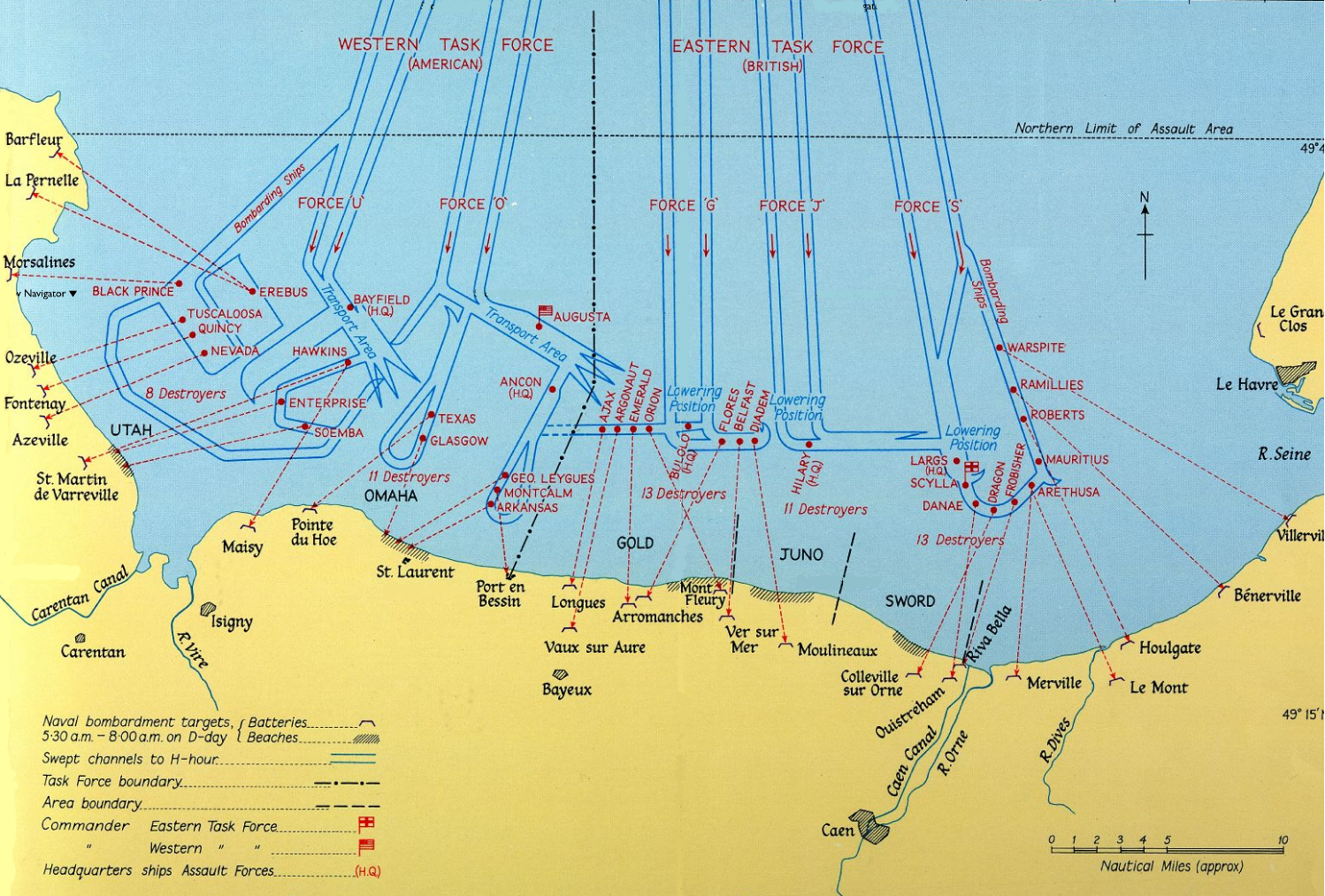
Mapa da área de invasão onde se pode observar os canais limpos de minas, localização de navios envolvidos em bombardeamentos e alvos na costa

Os bombardeamentos sobre a Normandia começaram por volta da meia-noite, com mais de 2 200 britânicos, canadianos e norte-americanos bombardeiros a atacar alvos ao longo da costa e interior. O bombardeamento ao longo da costa foi, no geral, ineficaz em Omaha pois as nuvens baixas existentes dificultavam a visibilidade dos alvos. Preocupados em infligir baixas nas suas próprias tropas, muitos bombardeiros atrasaram os seus ataques e não conseguiu atingir as defesas de praia. Os alemães tinham 570 aeronaves estacionadas na Normandia e Países Baixos no Dia D, e outros 964 na Alemanha.
Os caça-minas começaram a limpeza dos canais para a frota de ataque poder navegar em segurança pouco depois da meia-noite, e terminou pouco depois do amanhecer sem encontrar oposição. A Força Ocidental incluía os couraçados USS Arkansas, USS Nevada e USS Texas, além de oito cruzadores, 28 contra-torpedeiros e um monitor. A Força Oriental incluía os couraçados Warspite e Ramillies e o monitor Roberts, 12 cruzadores e 37 contratorpedeiros. O bombardeamento naval sobre as áreas por trás da praia começou às 05h45, quando ainda estava escuro, com os artilheiros a alterar os seus alvos na praia assim que o dia começava a despontar, às 05h50. Como estava previsto o desembarque das tropas em Utah e Omaha às 06h30 (uma hora mais cedo do que as praias britânicas), estas áreas foram bombardeadas apenas durante 40 minutos antes de as tropas de assalto começarem o desembarque.

## Operações aerotransportadas
O sucesso dos desembarques anfíbios dependia da criação de uma base segura a partir da qual se podia expandir a linha de praia por forma a permitir a constituição de uma força bem equipada capaz de avançar. As forças anfíbias estavam particularmente vulneráveis aos fortes contra-ataques do inimigo até antes da chegada de tropas suficientes à linha de praia. Para retardar ou eliminar a capacidade do inimigo de se organizar e lançar contra-ataques durante este período crítico, as operações aerotransportadas foram utilizadas para conquistar objectivos-chave, tais como pontes, estradas e outros pontos de terreno, particularmente nos flancos este e oeste das áreas de desembarque. Os lançamentos de tropas aerotransportadas a alguma distância atrás das praias também tinham por objectivo facilitar a saída do das forças anfíbias das praias, e, em alguns casos, para neutralizar as defesas de costa dos alemães e mais rapidamente expandir a área das bases nas praias.

As 82.ª e 101.ª Divisões Aerotransportadas dos EUA recebam missões a oeste da praia Utah, onde eles esperavam capturar e controlar os poucos caminhos estreitos através de terrenos que tinham sido intencionalmente inundados pelos alemães. Relatórios dos serviços de informações Aliados em meados de Maio acerca da chegada da 91.ª Divisão de Infantaria alemã, significava as zonas inicialmente previstas para os lançamentos aéreos tinham de ser deslocadas para leste e sul. A 6.ª Divisão Aerotransportada britânica, no flanco oriental, foi designada para capturar intactas as pontes sobre o Canal de Caen e rio Orne, destruir cinco pontes sobre o rio Dives cerca de 10 km a leste, e destruir a bateria de Merville direccionada sobre a praia Sword.
 Aos paraquedistas da França Livre da Brigada britânica das SAS foram atribuídos objectivos na Bretanha, entre de 5 de Junho e Agosto, nas Operações Dingson, Samwest, e Cooney.
O correspondente de guerra da BBC Robert Barr descreveu a cena dos paraquedistas a prepararem-se para entrar nos aviões:
As suas faces estavam escurecidas com cacau; as facas estavam atadas aos seus tornozelos; as metralhadoras presas aos suas cinturas; bandoleiras e granadas de mão, rolos de corda, pick handles, espadas, botes de borracha penduradas à sua volta, e alguns detalhes pessoais, como um rapaz que levava um jornal para ler no avião ... Havia um toque familiar acerca da forma como se estavam a preparar, apesar de já o terem feito antes. Bem, sim, eles já tinham subido a bordo várias vezes como esta – alguns deles vinte, trinta, quarenta vezes, mas nunca foi como agora. Este este o primeiro salto de combate para cada um deles.

### Norte-americanas

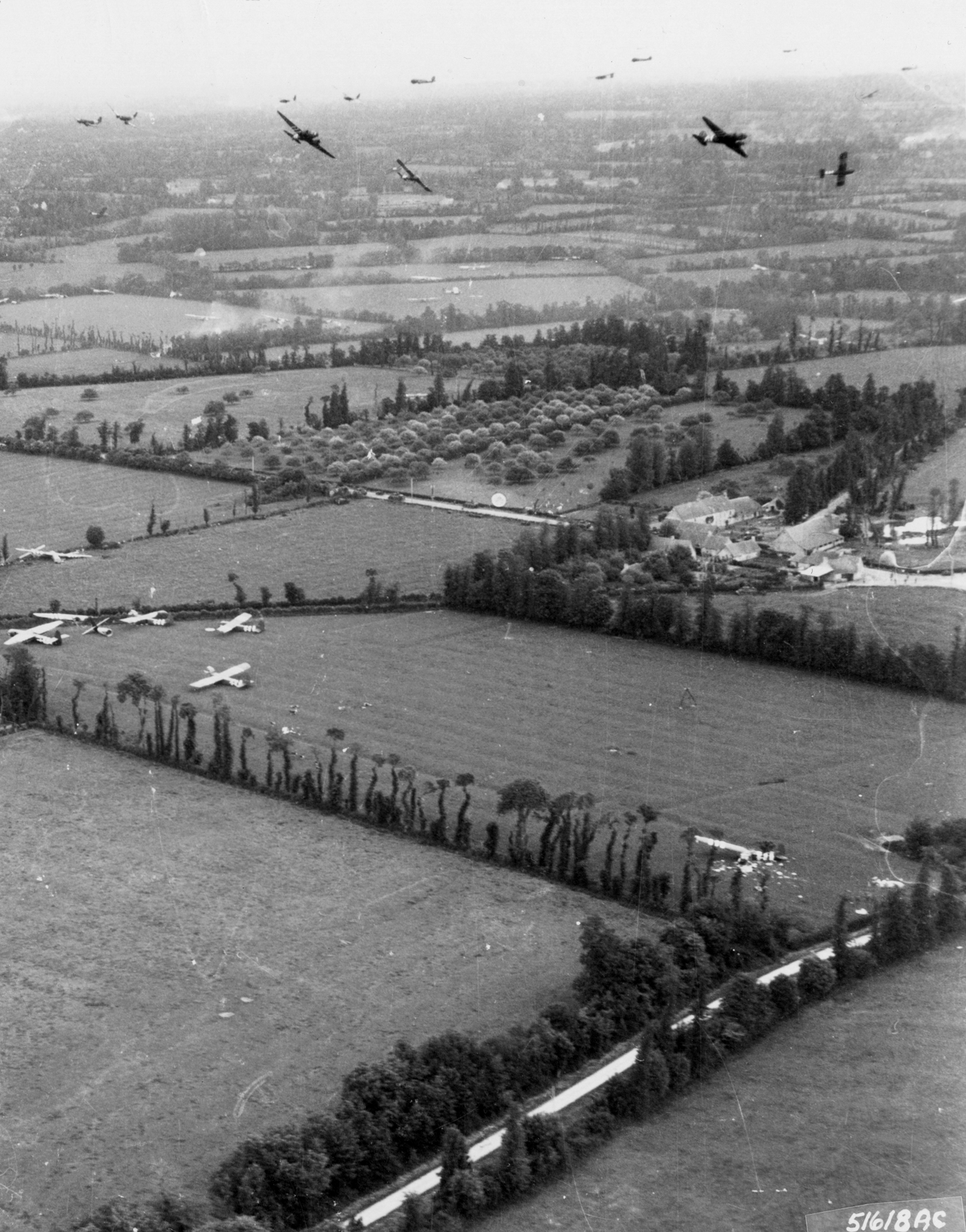
Planadores a chegar à Península de Cotentin rebocados por Douglas C-47 Skytrains. 6 de Junho de 1944

Os desembarques aéreos norte-americanos começaram com a chegada dos desbravadores às 00:15. A navegação foi difícil por causa da presença de um banco de nuvens espessas, e, como resultado, apenas uma em cinco zonas de aterragem de paraquedistas foi correctamente marcada com sinais de radar e lâmpadas de Aldis.
 Os paraquedistas das 82.ª e 101.ª Divisões Aerotransportadas, mais de 13 mil homens, foram transportados em Douglas C-47 Skytrains do IX Comando de Transporte de Tropas. Para evitar voar sobre a frota de invasão, os aviões fizeram a aproximação a partir de oeste sobre a península de Cotentin saindo sobre a praia Utah. Os paraquedistas da 101.ª Divisão de Aerotransporte foram lançados cerca das 01h30, tendo por missão controlar os caminhos atrás da praia Utah, e destruir as estradas e a pontes ferroviárias sobre o rio Douve.
 Os C-47 não podiam voar em formação cerrada por causa da espessa cobertura de nuvens, e muitos paraquedistas foram lançados muito longe das suas zonas previstas. Muitos aviões voavam a tão baixa altitude que ficaram debaixo do fogo tanto das antiaéreas como de metralhadoras. Alguns paraquedistas morreram ao embaterem no solo pois os seus paraquedas não tiveram tempo para abrir, e outros afogaram-se nos campos alagados. A sua reunião em unidade de combate foi dificultado pela escassez de rádios e pela natureza do terreno com as suas sebes, muros de pedra, e pântanos. Algumas unidades só chegaram aos seus destinos à tarde, altura em que vários caminhos já tinham sido limpos por membros da 4.ª Divisão de Infantaria desde a praia.
As tropas da 82.ª Divisão Aerotransportada começou a chegar por volta das 02h30, e o seu objectivo principal era a captura de duas pontes sobre o rio Merderet e a destruição de duas pontes sobre o Douve. Na margem oriental do rio, 75% de paraquedistas aterraram dentro ou perto da zona alvo e, nas duas horas seguintes, capturaram o importante entroncamento de Sainte-Mère-Église (a primeira cidade a ser libertada na invasão) e continuaram a preparar a protecção do flanco oriental. Devido à incapacidade de os desbravadores não terem conseguido marcar a zona de aterragem correctamente, os dois regimentos lançados no lado oeste do rio Merderet ficaram dispersos, sendo que apenas 4% aterrou na zona alvo. Muitos caíram em zonas pantanosa e morreram. Os paraquedistas reuniram-se em pequenos grupos, habitualmente uma combinação de homens de várias hierarquias de diferentes unidades, e tentaram concentrar-se nos objectivos mais próximos. Conseguiram, de início, capturar a ponte do rio Merderet em La Fière, mas não conseguiram controlá-la, originando vários combates nos dias seguintes.
Os reforços chegaram através de planador cerca das 04h00 (Missão Chicago e Missão Detroit), 21h00 (Missão Keokuk e Missão Elmira), com tropas adicionais e equipamento pesado. Tal como tinha sucedido com os paraquedistas, muitos planadores aterraram longe das zonas previstas. Mesmo aqueles que aterraram nos sítios indicados passaram por dificuldades, com as cargas mais pesadas como os Jeeps a tombarem nas aterragens e a saírem pelas fuselagens de madeira, e, em alguns casos, a esmagarem o pessoal a bordo.
Um dia depois, apenas 2 500 homens da 101.ª e 2 mil da 82.ª estavam sob o controlo das suas divisões, cerca de um terço das forças lançadas por via aérea. Esta dispersão teve o efeito de confundir os alemães e de fragmentar a sua resposta. O 7.ª Exército recebeu informações acerca do lançamento de tropas às 01h20, mas Rundstedt não acreditou, de início, que estava a decorrer uma grande operação. A destruição de estações de radar ao longo da costa da Normandia na semana que antecedeu a invasão levou a que os alemães só puderam detectar a frota em aproximação às 02h00.

### Britânicas e canadianas

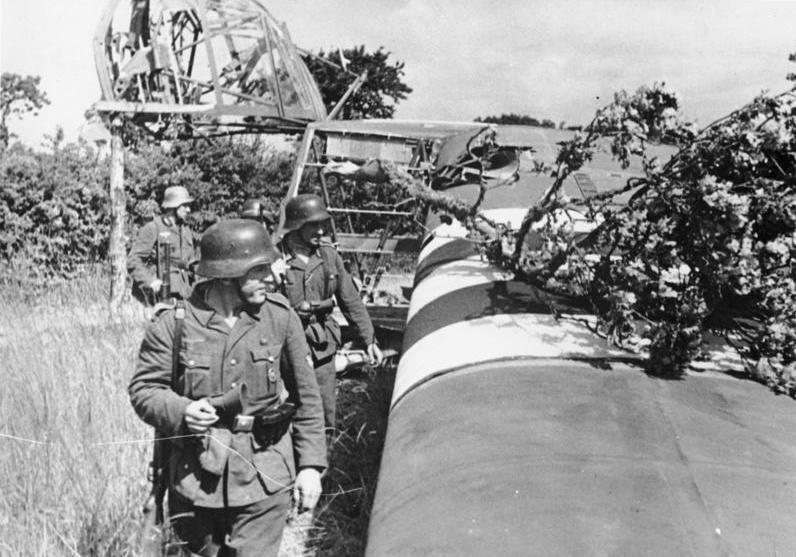
Um planador Waco CG-4 abandonado é analisado pelas tropas alemãs

A primeira acção Aliada do Dia D foi a Operação Deadstick, um ataque com planadores às 00h16 à Ponte Pegasus sobre o Canal Caen e à ponte (actual Ponte Horsa) sobre o rio Orne, a cera de 800 metros a este. Ambas as pontes foram capturadas rapidamente e intactas, apenas com ligeiras baixas, pelos membros da 5.ª Brigada de Paraquedistas e da 7.º Batalhão de Paraquedistas. As cinco pontes sobre o rio Dives foram destruídas facilmente pela 3.ª Brigada de Paraquedistas. Entretanto, os desbravadores que tinham por missão a instalação de sinais luminosos e faróis para mais lançamentos de paraquedistas (previsto chegarem às 00h50 para controlar a zona de aterragens a norte de Ranville) desviaram-se da direcção inicial e tiveram que instalar os apoios à navegação demasiado a este. Muitos paraquedistas, também empurrados para este, aterraram longe da sua zona prevista; alguns demoraram horas, ou mesmo dias, a reunirem-se com as suas unidades. O major-general Richard Gale chegou na terceira vaga de planadores às 03h30, juntamente com equipamento como armas anti-tanque e jeeps, e mais tropas para ajudar a defender a zona de contra-ataques, defesa esta que estava a ser realizada por forças próximas dos desembarques. Às 02h00, o comandante da 716.ª Divisão de Infantaria alemã deu ordens a Feuchtinger para deslocar a sua 21.ª Divisão Panzer para uma posição de contra-ataque. Contudo, como esta divisão fazia parte da reserva de blindados, Feuchtinger viu-se obrigado a pedir autorização ao OKW antes de proceder em conformidade. Feuchtinger só recebeu uma resposta às 09h00, mas no entretanto, por sua própria iniciativa, preparou um grupo de combate (incluindo tanques) para fazer frente às forças britànicas a leste do Orne.
Apenas 160 homens de um total de 600 do 9.º Batalhão com a tarefa de eliminar baterias inimigas em Merville chegaram ao local de encontro. O tenente-coronel Terence Otway, encarregado da operação, decidiu prosseguir com a operação, pois o objectivo tinha de ser destruído pelas 06h00 para evitar que disparassem sobre a frota da invasão e as tropas de desembarque na praia Sword. Durante a Batalha da Bateria de Merville, as forças Aliadas destruíram as baterias com explosivos plásticos com um custo de 75 vítimas. No local encontraram canhões de 75 mm em vez da esperada artilharia pesada de costa de 150 mm. As restantes forças de Otway retiraram-se com a ajuda de alguns membros do 1.º Batalhão de Paraquedistas canadiano.
Com esta acção, o último objectivo do Dia D da 6.ª Divisão Aerotransportada britânica foi atingido. Às 12h00 recebam reforços dos comandos da 1.ª Brigada de Serviço Especial, que desembarcaram na praia Sword, e da 6.ª Brigada Aerotransportada, que chegaram em planadores às 21h00 na Operação Mallard.

## Zonas de desembarque

Mapa das praias com os avanços do primeiro dia

### Tanques
Alguns veículos de desembarque foram modificados de forma a puderem efectuar disparos de proximidade, e os tanques anfíbios Duplex-Drive auto-propulsionados (Tanque DD), especialmente desenhados para os desembarques na Normandia, desembarcariam um pouco antes da infantaria para providenciarem fogo de cobertura. No entanto, foram poucos aqueles que chegaram antes da infantaria, e muitos afundaram-se mesmo antes de chegarem a terra, em particular à praia de Omaha.

### Praia Utah

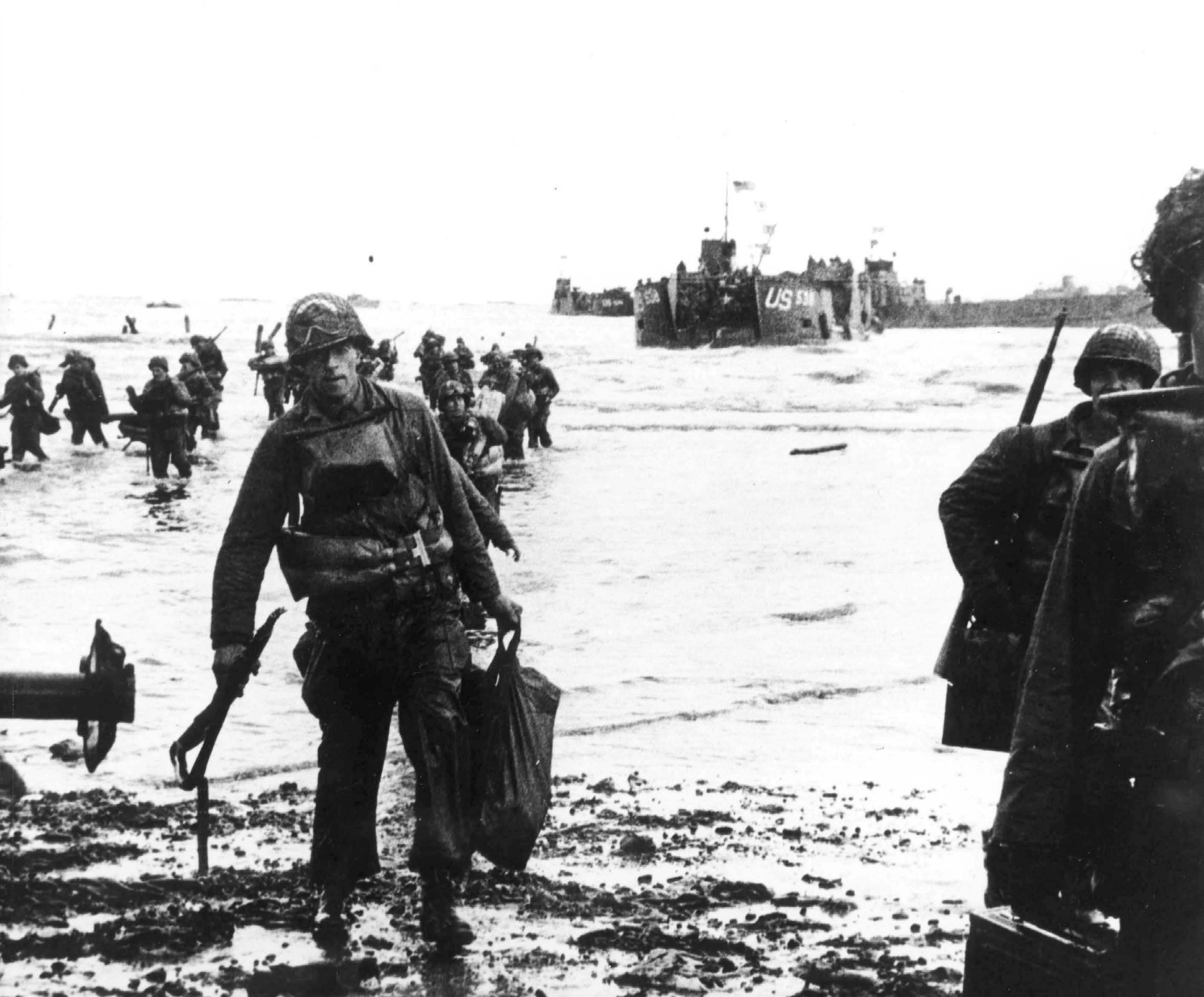
Soldados americanos carregando seus equipamentos pela Praia Utah. Ao fundo, um dos navios de desembarque usado na invasão

A praia Utah ficava na zona defendida por dois batalhões do 919.º Regimento de Granadeiros. As tropas do 8.º Regimento de Infantaria da 4.ª Divisão de Infantaria foram as primeiras a desembarcar, cerca das 06h30. A embarcação onde seguiam foi arrastada para sul devido às fortes correntes, ficando a  2 000 jardas (1,8 km) da zona planeada de desembarque. Este local acabou por se revelar melhor, pois havia apenas uma posição defensiva na proximidade em vez de dois, e os bombardeiros do IX Comando de Bombardeiros tinha já bombardeado as defesas a uma altitude mais baixa que o devido, infligindo, dessa forma, danos avultados. A adicionar, as fortes correntes tinham levado para terra muitos dos obstáculos submarinos. O comandante assistente da 4.ª Divisão de Infantaria, brigadeiro-general Theodore Roosevelt, Jr., o primeiro oficial superior a desembarcar, decidiu "começar a guerra a partir daqui", e deu instruções para que as embarcações de desembarque alterassem a sua rota.
Aos batalhões do assalto inicial seguiram-se 28 tanques DD e várias equipas de engenharia e demolição para retirarem obstáculos da praia e limpar a zona directamente atrás de e minas. Foram abertos caminhos na zona de rebentação para que as tropas e os tanques desembarcassem mais rapidamente. As equipas de combate começaram a sair da praia cerca das 09h00, com alguma infantaria a atravessar os campos inundados em vez de seguirem por uma única estrada. Ao longo do dia foram-se sucedendo várias escaramuças com elementos do 919.º Regimento de Granadeiros, que estavam armados com armas antitanque e espingardas. O principal ponto de defesa na zona e uma área de 1 300 jardas (1,2 km) para sul foram controladas por volta do meio-dia. A 4.ª Divisão de Infantaria não alcançou todos os objectivos planeados para o Dia D na praia Utah, em parte porque desembarcaram demasiado para sul, mas colocaram em terra 21 mil tropas com apenas 197 baixas.

### Pointe du Hoc

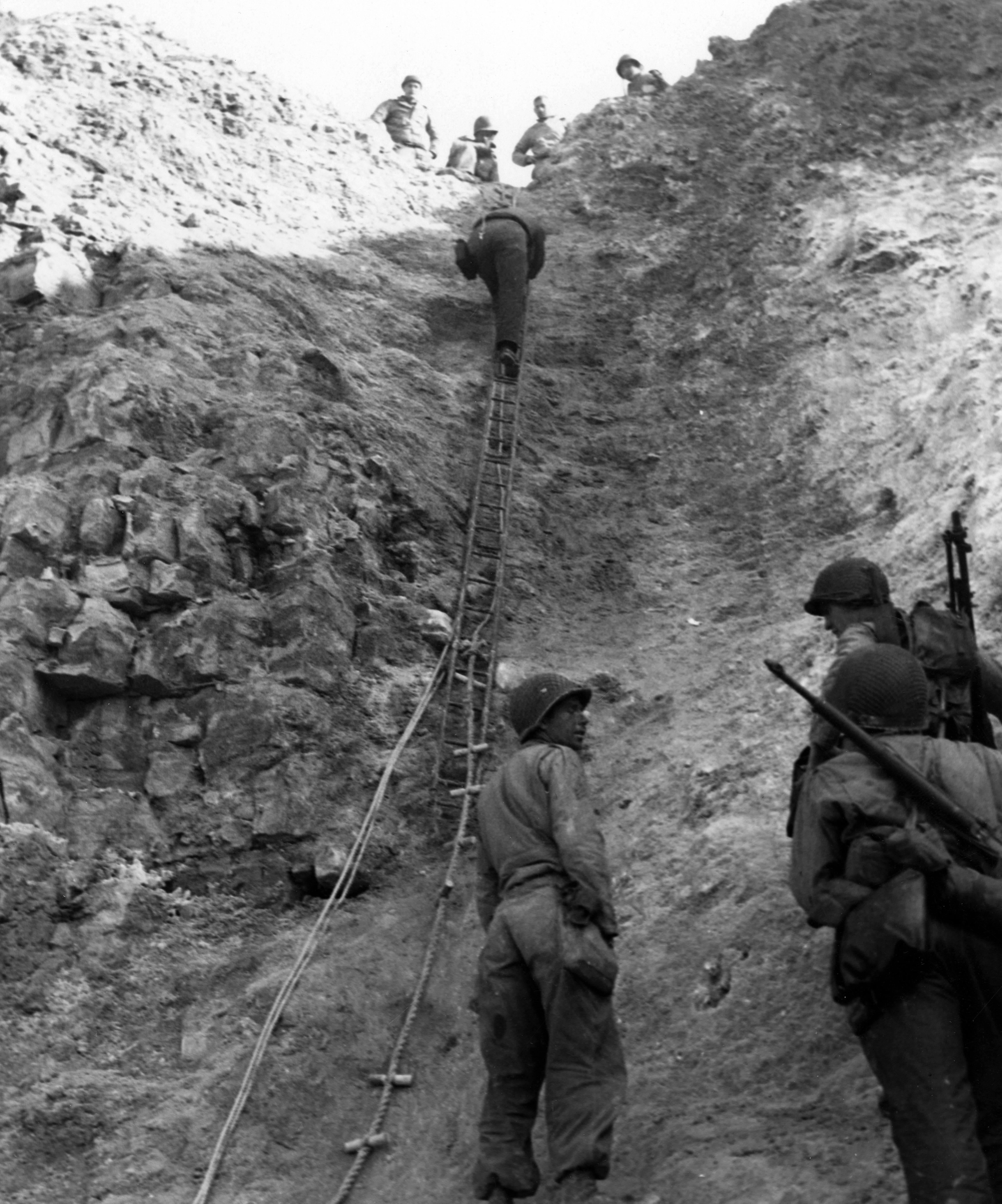
Rangers norte-americanos a escalar as paredes de Pointe du Hoc

Pointe du Hoc, um proeminente cabo situado entre as praias Utah e Omaha, foi atribuído a duzentos homens do 2.º Batalhão de Rangers, comandado pelo tenente-coronel James Rudder. A sua missão era escalar a escarpa de 30 m com a ajuda de ganchos, cordas e escadas para destruir a bateria de costa localizada no topo. As escarpas estavam defendidas pela 352.ª Divisão de Infantaria alemã e por colaboradores franceses. Os contratorpedeiros Aliados Satterlee e Talybont providenciaram fogo de cobertura. Depois de escalarem as escarpas, os Rangers descobriram que as armas já tinham sido retiradas. Mais tarde acabaram por o armamento, sem guarda mas pronto a ser utilizado, num pomar a 550 metros (600 yd) a sul do ponto previsto, e destruíram-no com o recurso a explosivos.
Os agora isolados Rangers evitaram vários contra-ataques do 914.º Regimento de Granadeiros alemães. Os homens que estavam nesta zona ficaram isolados e alguns foram capturados. Ao entardecer do dia D+1, Rudder tinha apenas 90 homens em condições de combater. A ajuda só chegou no dia D+2, quando os membros do 743.º Batalhão de Tanques e outros chegaram. Naquela altura, os homens de Rudder já não tinham munições e utilizavam armas capturadas aos alemães. Foram vários os homens que morreram, pois as armas alemãs faziam um barulho característico, e, como consequência, foram confundidos com o inimigo. No final dos combates, as baixas dos Rangers ascendiam a 135 mortos e feridos, enquanto os alemães tinham perdido 50 homens e 40 foram capturados. Vários colaboradores franceses foram executados.

### Praia Omaha

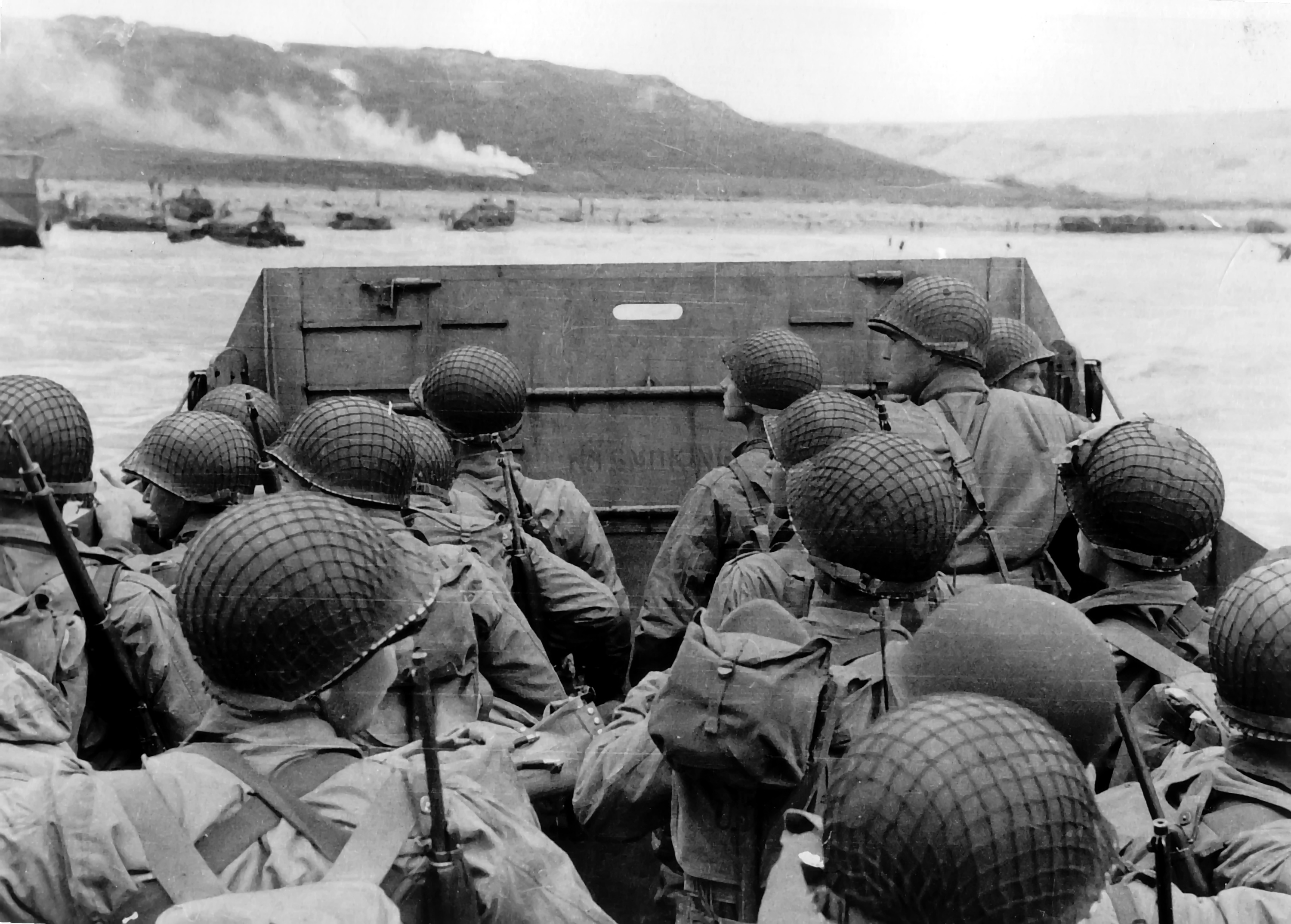
Tropas de assalto norte-americanas numa lancha de desembarque LCVP a aproximar-se da praia Omaha, 6 de Junho de 1944.

Omaha, a praia mais fortemente defendida, foi atribuída à 1.ª Divisão de Infantaria e à 29.ª Divisão de Infantaria. Ficaram frente-a-frente com a 352.ª Divisão de Infantaria alemã em vez de um esperado regimento. As fortes correntes marítimas empurraram muitas lanchas de desembarque para leste das posições pretendidas ou causaram muitos atrasos. Com receio de atingir as lanchas, muitos bombardeiros norte-americanos adiaram o lançamento das bombas e, como resultado, muitos obstáculos da praia Omaha mantiveram-se intactos quando os homens desembarcaram. Muitas das embarcações de desembarque ficaram presas nos baixios e as tropas tiveram de andar dentro de água, cerca de 50 m a 100 m, muitas vezes com água até ao pescoço, sob fogo até chegarem à praia. Apesar águas revoltas, os tanques DD de duas companhias do 741.º Batalhão de Tanques desembarcaram a 4,6 mil m da costa; contudo, 27 dos 32 afundaram-se, com a morte de 33 homens. Alguns tanques, avariados na praia, continuaram a efectuar fogo de cobertura até ficarem sem munições ou ficarem submersos com a subida da maré.
As baixas ascenderam a dois mil devido ao fogo inimigo disparado de cima dos penhascos. Os problemas causados pela falta de limpeza dos obstáculos na praia levou a uma paragem dos desembarques às 08h30. Um grupo de contratorpedeiros chegou por volta desta hora para apoiar os desembarques através dos seus bombardeamentos. Sair da praia só era possível através de cinco ravinas fortemente defendidas, e, no final da manhã, apenas cerca de 600 homens conseguiu progredir. Ao meio-dia, quando o fogo da artilharia Aliada começou controlar a situação e aos alemães começaram a ficar sem munições, os norte-americanos conseguiram abrir alguns caminhos para sair da praia. Também começaram a limpar as ravinas das defesas inimigas de modo a os veículos puderem seguir caminho. A pequena posição de controlo estabelecida na praia foi expandida nos dias seguintes, sendo os objectivos do Dia D para a praia Omaha atingidos no dia D+3.

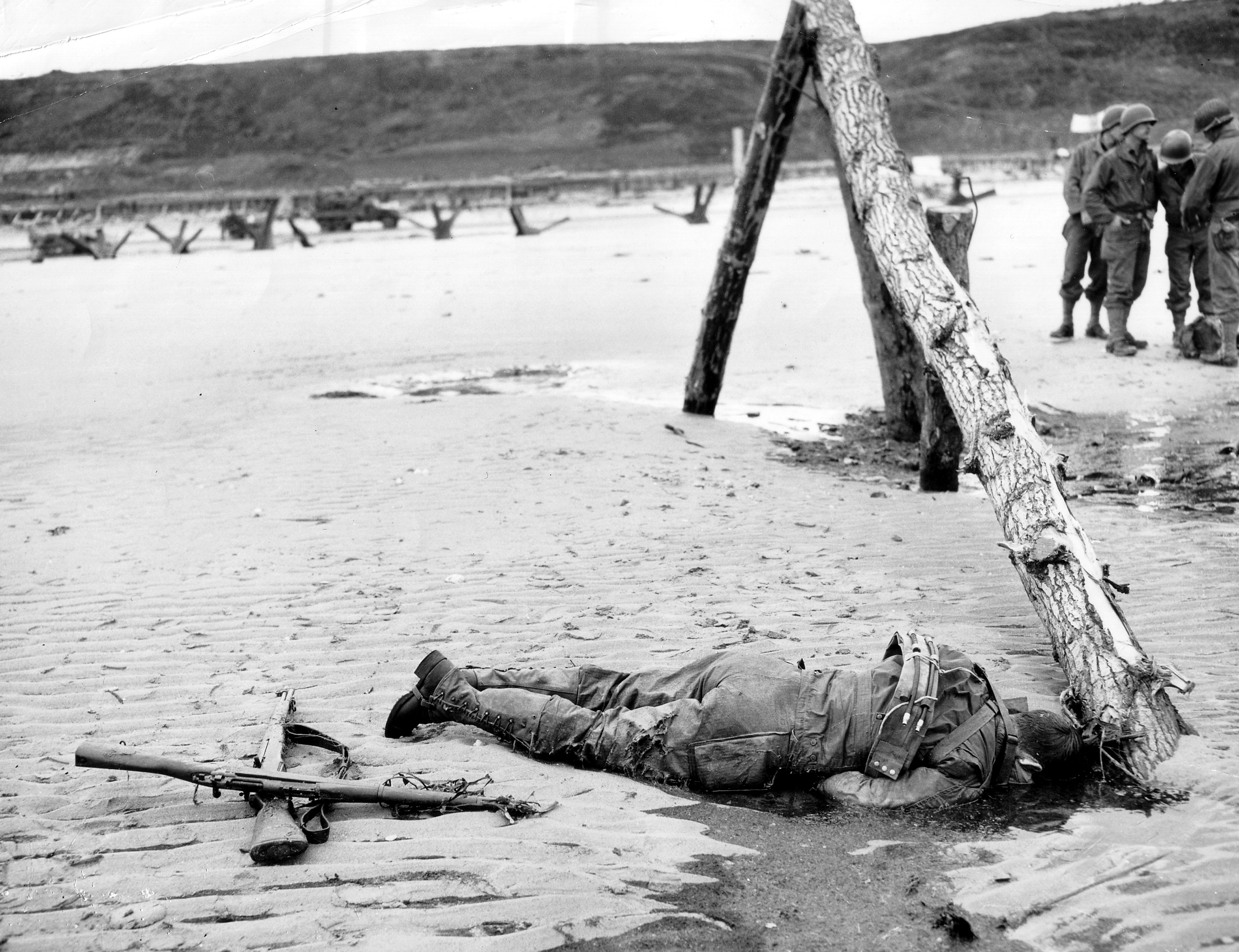
Um soldado norte-americano morto em combate na Praia de Omaha.

Vários filmes mostram o desembarque aliado na praia de Omaha, como O Resgate do Soldado Ryan (Saving Private Ryan) e O Mais Longo dos Dias (The Longest Day), além de ter livros como O Dia D - 6 de Junho de 1944, de Stephen E. Ambrose, e jogos eletrônicos de séries como Company of Heroes, Medal of Honor e Call of Duty.

### Praia Gold

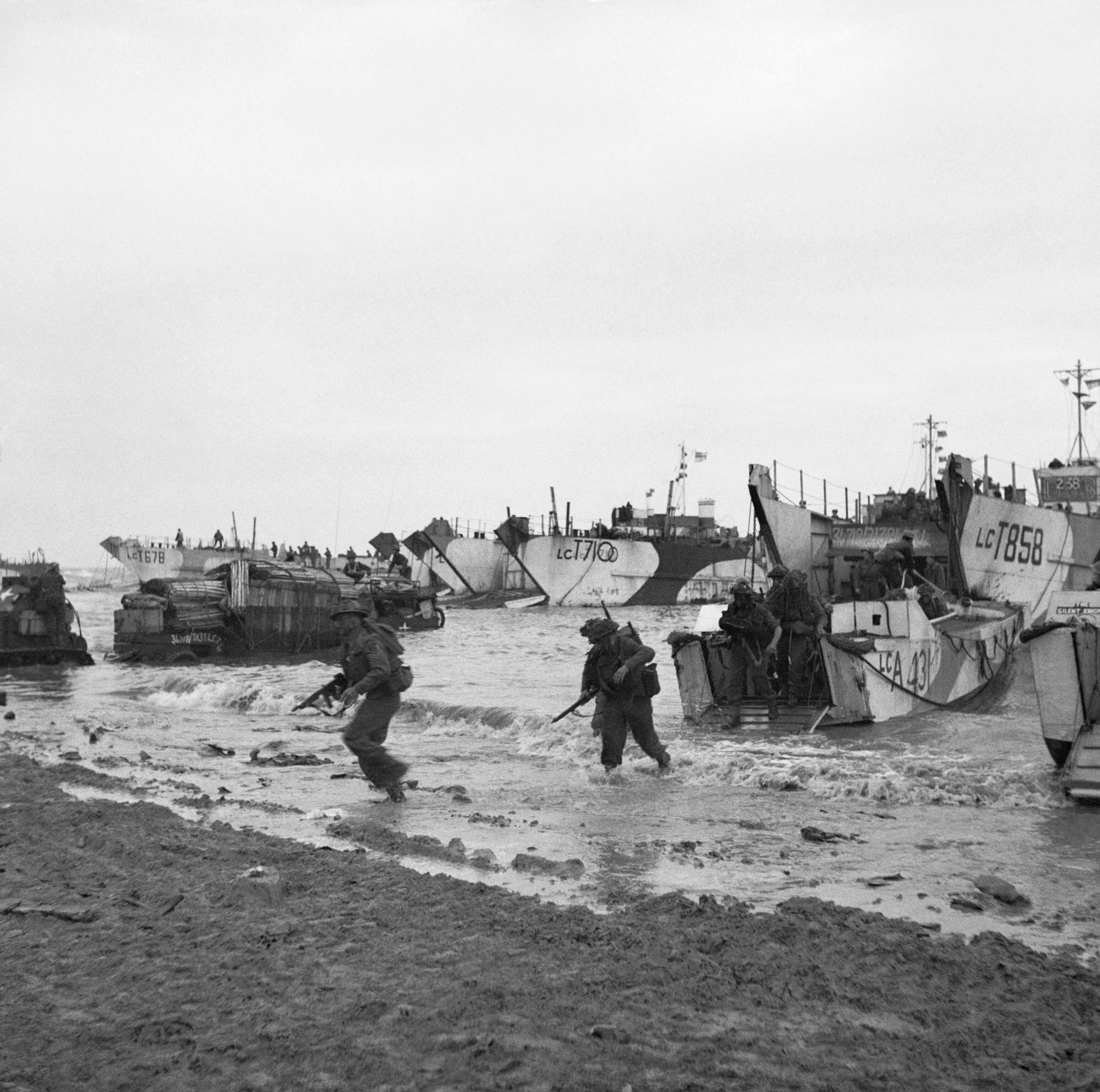
Tropas britânicas a chegarem à costa no sector Jig Green, praia Gold

Os primeiros desembarques na praia Gold estavam previstos para as 07h25 devido às diferenças de marés entre esta praia e as dos norte-americanos. Os ventos fortes que se faziam sentir dificultaram as manobras das embarcações de desembarque, e os tanques anfíbios DD só começaram a desembarcar perto da costa ou directamente na praia em vez de saírem mais afastados como planeado. Três das quatro posições defensivas alemãs situadas na bateria de Longues-sur-Mer foram destruídas por fogo directo dos cruzadores Aliados Ajax e Argonaut às 06h20. A quarta posição continuou a disparar até à tarde, e a sua guarnição rendeu-se a 7 de Junho. Os ataques aéreos não atingiram a posição fortificada de Le Hamel, que tinha a sua canhoneira virada para leste para efectuar fogo de fileira ao longo da praia, e tinha uma parede de betão muito espessa do lado virado para a costa. A sua metralhadora de 75 mm continuou operacional até cerca das 16h00, quando um tanque modificado (AVRE) lançou um grande petardo na sua entrada traseira. Uma segunda casamata em La Rivière armada com uma metralhadora de 88 mm foi neutralizada por um tanque às 07h30.
Entretanto, a infantaria começou a limpar casas fortemente fortificadas ao longo da costa avançando para o interior. O Comando N.º 47 avançou para o pequeno porto de Port-en-Bessin capturando-o no dia seguinte durante a Batalha de Port-en-Bessin. O sargento-mor Stanley Hollis recebeu a única Cruz Vitória atribuída no Dia D pelas suas acções durante um ataque a duas casamatas no topo de Mont Fleury. No flanco ocidental, o 1.º Batalhão do Real Regimento de Hampshire capturou Arromanches (futuro local de Mulberry "B"), e o contacto foi feito no flanco oriental com as forças canadianas na praia Juno. Bayeux não foi capturada no primeiro dia devido a forte resistência da 352.ª Divisão de Infantaria alemã. Os Aliados sofreram cerca de mil baixas na praia Gold.

### Praia Juno

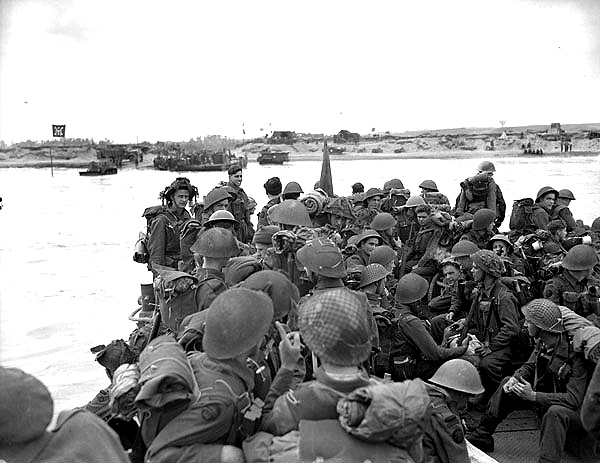
Tropas do Comando "W" de Praia da Marinha Real Canadiana desembarca no sector Mike da Praia de Juno, 6 de Junho de 1944

O desembarque em Juno foi atrasado por causa da agitação marítima, e como os homens chegaram primeiro do que os seus blindados de apoio, sofreram várias baixas no desembarque. A maioria dos bombardeamentos realizados na costa não acertou nas defesas alemãs. Os caminhos para sair da praia foram efectuados, mas não sem dificuldades. Na Praia Mike do flanco oeste, uma enorme cratera foi enchida com um tanque AVRE abandonado e várias canas, e tapada para dar lugar a uma ponte temporária. O tanque ficou no local original até 1972, data em que foi retirado e restaurado por membros dos Royal Engineers. A praia e as ruas próximas ficaram obstruídas pelo tráfego durante a maior parte do dia, dificultando a movimentação para o interior.
As principais defesas alemãs equipadas com metralhadoras de 75 mm, ninhos de metralhadoras, fortificações de betão, arame-farpado e minas estavam localizadas em Courseulles-sur-Mer, St Aubin-sur-Mere e Bernières-sur-Mer. As próprias cidades tinham de ser limpas com os recursos a combates casa-a-casa. A caminho de Bény-sur-Mer, os soldados entraram 3 milhas (5 km) para o interior, e descobriram que as estradas estavam defendidas por posições alemãs armadas com metralhadoras, que tiveram de ser neutralizadas antes do seu avanço prosseguir. Elementos da 9.ª Brigada de Infantaria Canadiana avançaram até às proximidades do aeródromo Caen – Carpiquet ao final da tarde, mas nesta altura já os blindados de apoio tinham poucas munições e as tropas decidiram escavar buracos para aí passarem a noite. O aeródromo só foi capturado um mês depois pois a zona em redor tornou-se no palco de vários combates. À noite, as posições defensivas dos Aliados estabelecidas nas praias Juno e Gold estendiam por uma área de 19 km de comprimento e 10 km de largura. As baixas em Juno foram de 961 homens.

### Praia Sword

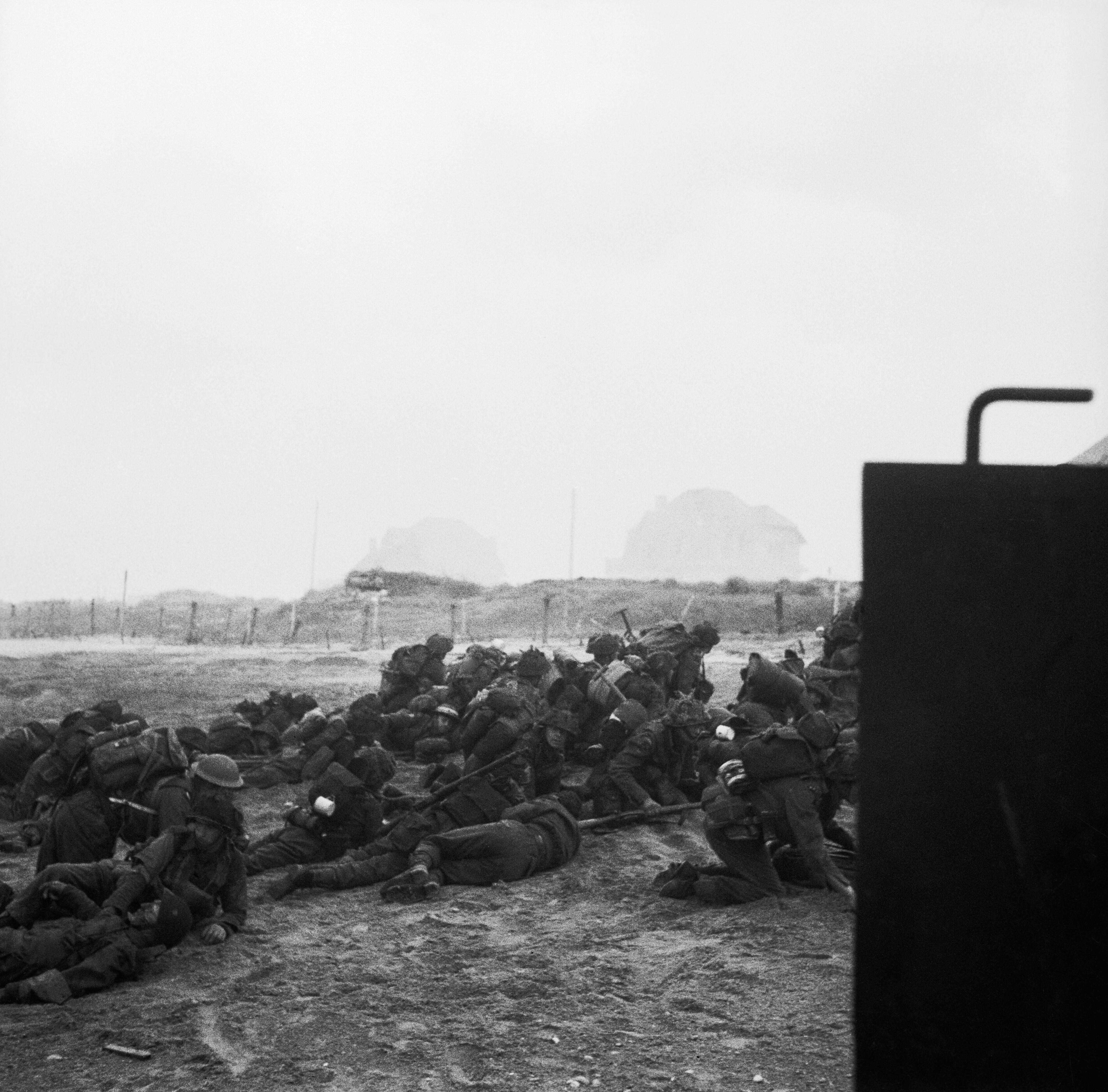
Tropas britânicas abrigam-se depois de terem desembarcado na praia de Sword.

Na praia Sword, 21 de 25 tanques DD conseguiram chegar a terra com sucesso para fornecerem fogo de cobertura à infantaria, a qual começou a desembarcar às 07h30. A praia estava fortemente minada e coberta de obstáculos, tornando o trabalho das equipas de limpeza difícil e perigoso. Com as fortes rajadas de vento, as ondas eram mais frequentes do que o esperado, e tornava as manobras dos blindados difíceis. Rapidamente as praias foram ficando congestionadas. O brigadeiro Simon Fraser e a 1.ª Brigada de Serviços Especiais chegou na segunda vaga, acompanhado do soldado Bill Millin a tocar gaita de foles. Os membros do 4.º Comando entraram em Ouistreham para atacar por trás uma bateria alemã na costa. A torre de controlo e o posto de observação em betão só foram conquistados vários dias depois. As forças francesas comandadas por Philippe Kieffer (os primeiros soldados franceses a chegar à Normandia) atacaram e conquistaram o ponto-forte do casino em Riva Bella, com a ajuda de um dos tanques DD.
O ponto-forte 'Morris' perto de Colleville-sur-Mer foi capturado após uma hora de combates. O ponto-forte mais próximo, 'Hillman', quartel-general do 736.º Regimento de Infantaria, era um era um enorme complexo defensivo que tinha ficado praticamente incólume depois dos bombardeamentos da manhã. Só foi conquistado cerca das 20:15. O 2.º Batalhão, Infantaria Ligeira King's Shropshire, começou a avançar para a pé, ficando a poucos quilómetros da cidade, mas teve que recuar devido a pouco apoio dos blindados. Às 16 h, a 21.ª Divisão Panzer lançou um contra-ataque entre Sword e Juno e esteve próximo d de conseguir chegar ao Canal. Ficou frente-a-frente com a forte resistência da 3.ª Divisão britânica e acabou por ser chamada para dar apoio na área entre Caen e Bayeux. As estimativas das baixas Aliadas rondam os mil homens.

## Rescaldo

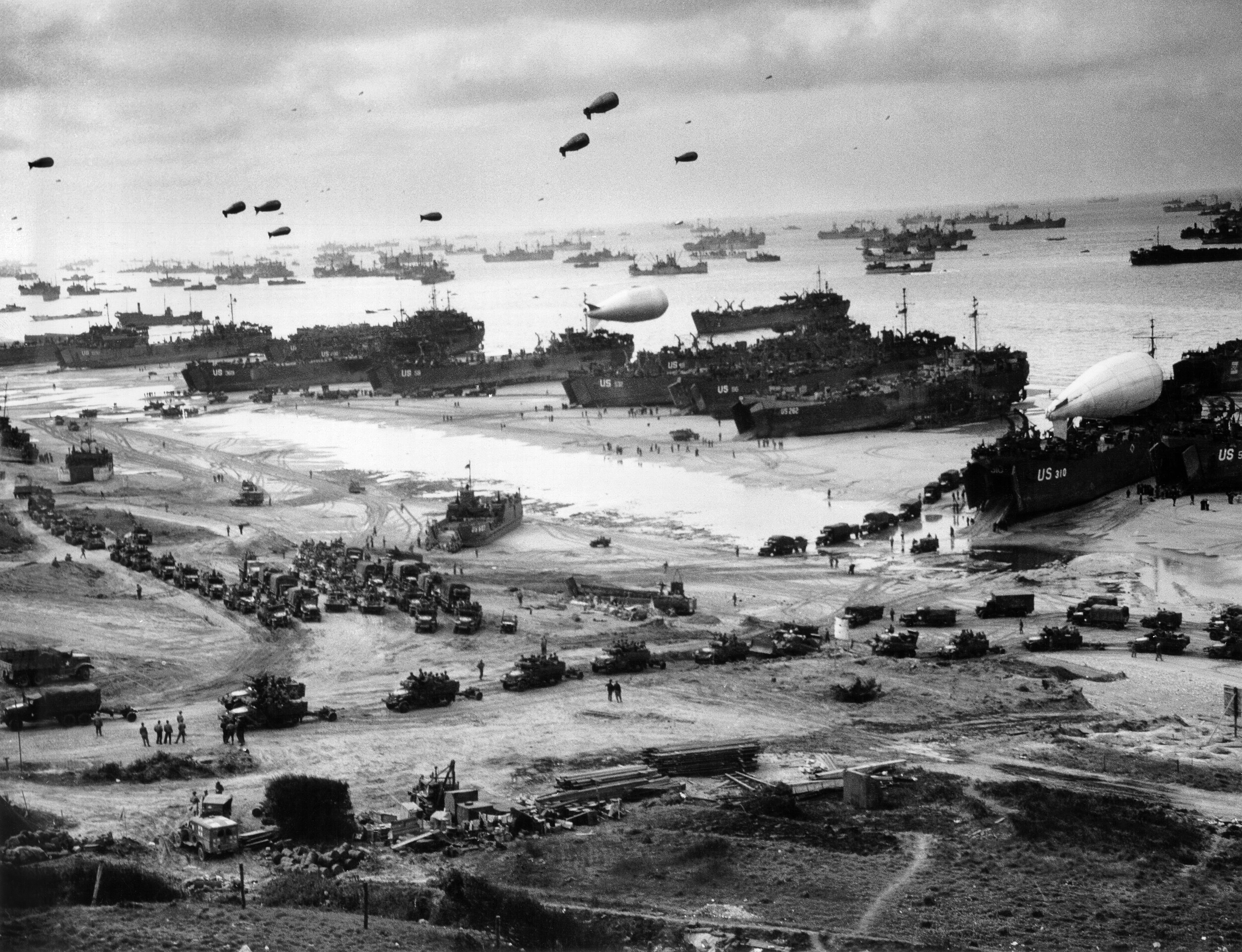
Desembarque de provisões na praia Omaha, meados de Junho de 1944

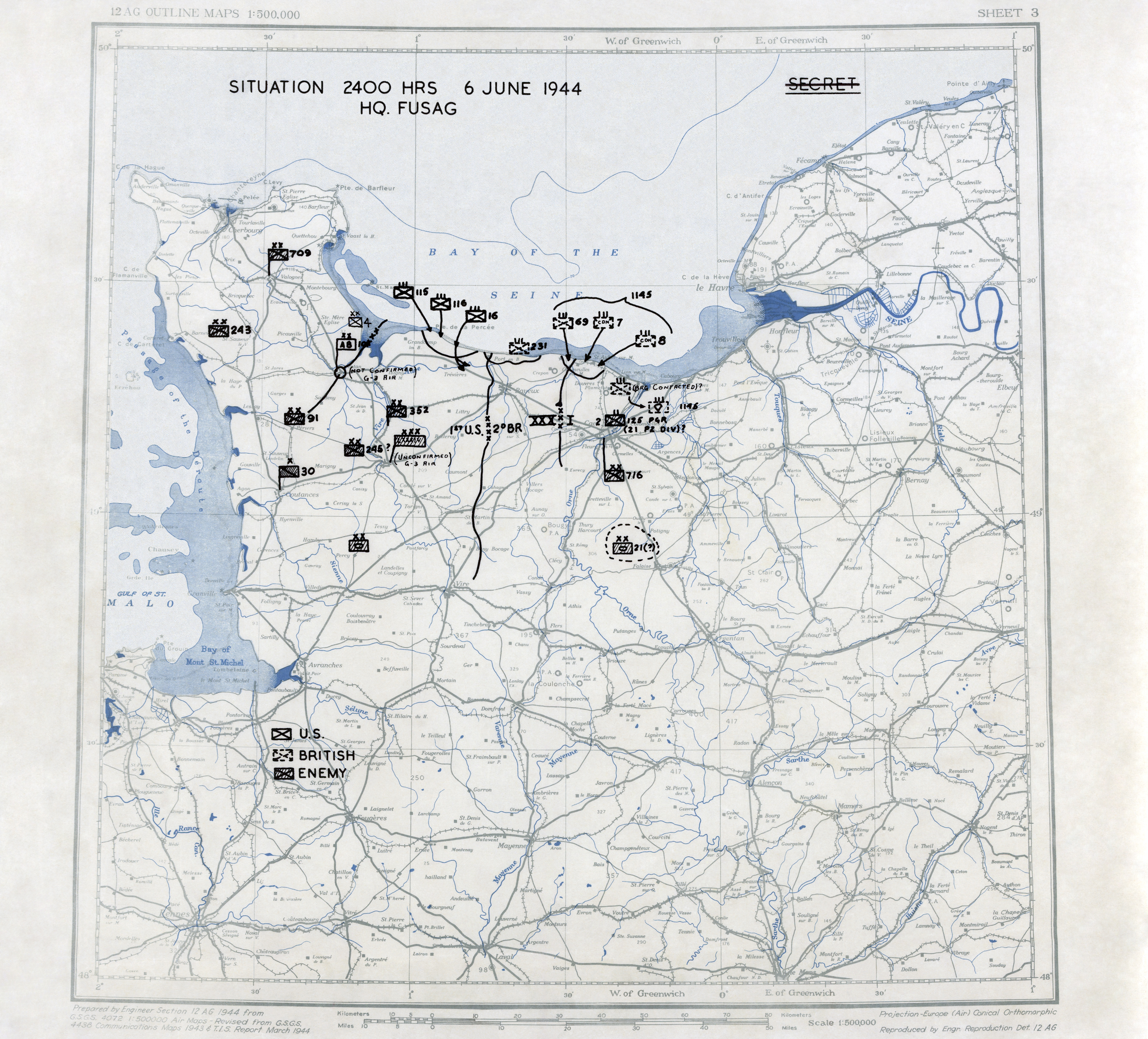
Ponto de situação às 24h de 6 de Junho de 1944

Os desembarques na Normandia foram a maior invasão marítima na história, com a participação de quase cinco mil veículos de desembarque e de assalto, 289 embarcações de escolta, e 277 draga-minas. Perto de 160 mil tropas atravessaram o Canal da Mancha no Dia D, e, no final de Junho, esse número era de 875 mil. As baixas Aliadas no primeiro dia foram, pelo menos, 10 mil com 4414 mortos confirmados. Os alemães perderam cerca de mil homens. Os planos da invasão Aliada previam a captura de Carentan, St. Lô, Caen e Bayeux no primeiro dia, com todas as praias (excepto Utah) ligadas a uma linha com 10 km a 16 km desde as praias; nenhum destes objectivos foi atingido. As cinco testas de ponte só foram unidas a 12 de Junho, altura em que os Aliados controlavam uma frente de 97 km de comprimento e 24 km de largura. Caen, o principal objectivo, mantinha-se ainda em mãos alemãs no final do Dia D e apenas foi conquistada a 21 de Julho. Os alemães deram ordens à população civil, excepto aos que eram considerados necessários ao esforço de guerra, para abandonarem as zonas de combate na Normandia. As baixas civis no primeiro e segundo dias da invasão são estimadas em cerca de três mil pessoas.
A vitória Aliada na Normandia deveu-se a vários factores. Os preparativos alemães ao longo da Muralha do Atlântico só foram parcialmente terminados; pouco antes do Dia D, Rommel reportou que a construção estava apenas 18 por cento terminada em algumas zonas devido à deslocação de recursos para outros lados. As distracções provocadas com a Operação Fortitude foram bem-sucedidas, obrigando os alemães a defenderam uma longa linha costeira. Os Aliados alcançaram e mantiveram a supremacia aérea, o que significou que os alemães não conseguiram efectuar observações dos preparativos em curso no Reino Unido nem lançar operações de bombardeamento aéreo. As infraestruturas de transportes em França foram fortemente destruídas pelos bombardeiros Aliados e Resistência francesa, dificultando o fornecimento de provisões e reforços. Alguns dos bombardeamentos iniciais não atingiram os alvos ou não tiveram a concentração suficiente para causar impacto, mas os blindados especializados funcionaram bem excepto em Omaha, fornecendo fogo de apoio às tropas que desembarcaram nas praias. A indecisão e um cadeia de comando complicada do lado alemão foram também factores para o sucesso Aliado.

## Memoriais de guerra e turismo

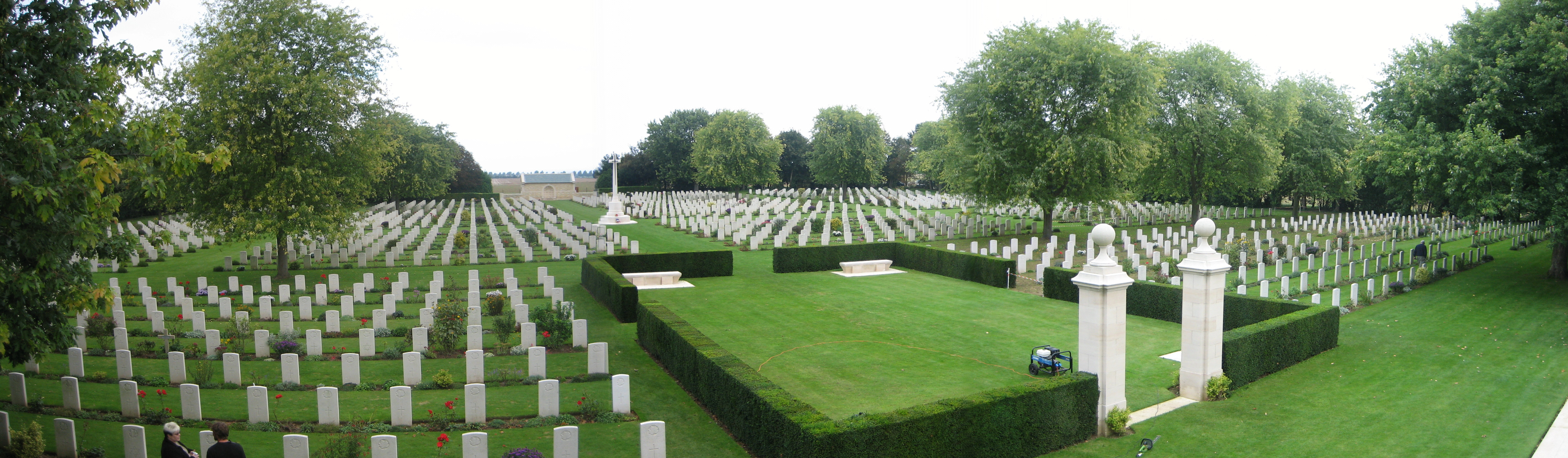
Cemitério de Guerra Canadiano em Bény-sur-Mer

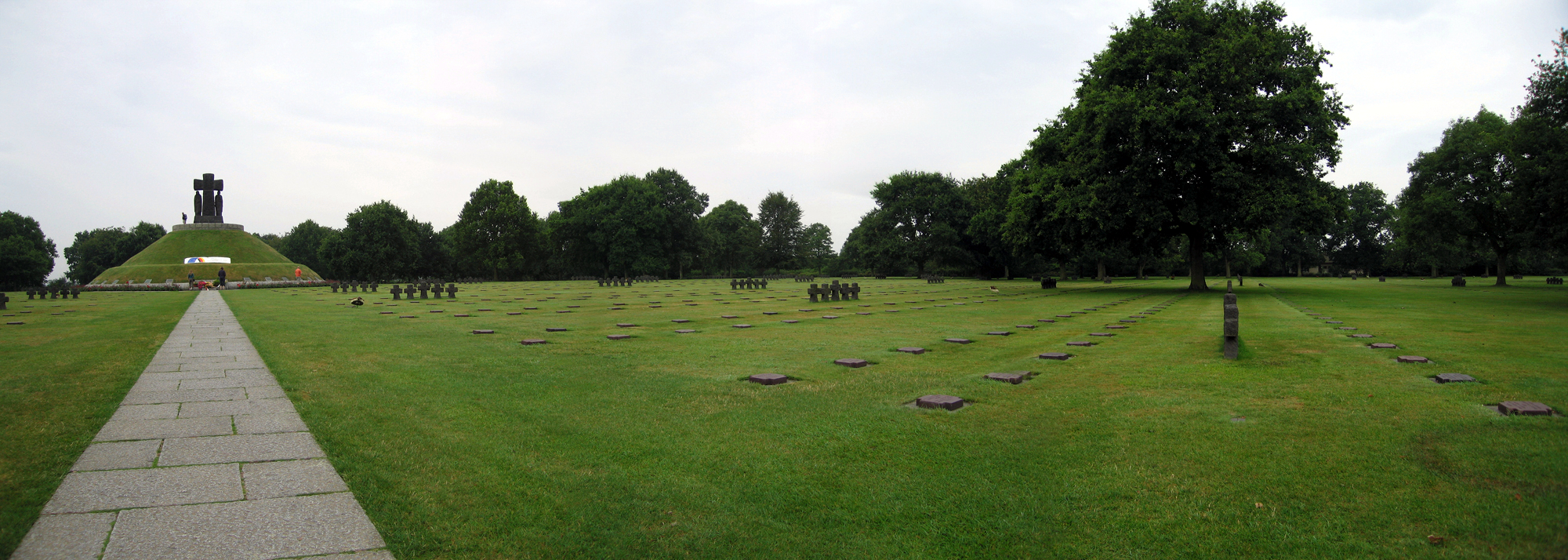
Cemitério de Guerra alemão em La Cambe, perto de Bayeux

Na praia Omaha, algumas partes do porto Mulberry ainda estão visíveis, e ainda permanecem alguns obstáculos. Um memorial à Guarda Nacional norte-americana fica localizado num antigo ponte-forte alemão. Pointe du Hoc pouco mudou desde 1944, com o terreno repleto de crateras das bombas e as casamatas no local. O Memorial e Cemitério Norte-Americano da Normandia encontra-se perto, em Colleville-sur-Mer. Um museu sobre os desembarques em Utah fica localizado em Sainte-Marie-du-Mont, e há um dedicado às actividades das tropas aerotransportadas em Sainte-Mère-Église. Outros dois cemitérios alemães ficam localizados nas proximidades.
A Ponte Pegasus, um objectivo da 6.ª Aerotransportada britânica, foi o cenário de uma das primeiras acções dos desembarques na Normandia. A ponte foi substituída em por uma semelhante em aparência, e a original encontra-se nos terrenos de um complexo museológico na vizinhança. Algumas secções do porto Mulberry B ainda se encontram no mar em Arromanches, e a bem preservada bateria de Longues-sur-Mer fica próximo. O Centro da Praia Juno, inaugurado em 2003, foi fundado pelos governos federal e de província canadianos, França e veteranos canadianos.

## Representações nos meios audiovisuais

### Livros
- The Longest Day (1959)
- D-Day: The Battle for Normandy de Antony Beevor, Viking Penguin, (2009)

### Filmes e televisão
- The Longest Day (1962, filme)
- Saving Private Ryan (1998, filme)
- Band of Brothers (2001, mini-série)

### Jogos de video
- Medal of Honor: Allied Assault (2002)
- Medal of Honor: Frontline (2002)
- Call of Duty 2 (2005)
- Call of Duty: WWII (2017)

### Principal
- Ambrose, Stephen (1994) [1993]. D-Day June 6, 1944: The Climactic Battle of World War II. New York: Simon & Schuster. ISBN 978-0-671-67334-5
- Beevor, Antony (2009). D-Day: The Battle for Normandy. New York; Toronto: Viking. ISBN 978-0-670-02119-2
- Bickers, Richard Townshend (1994). Air War Normandy. London: Leo Cooper. ISBN 0-85052-412-1
- Brown, Anthony Cave (2007) [1975]. Bodyguard of Lies: The Extraordinary True Story Behind D-Day. Guilford, CT: Globe Pequot. ISBN 978-1-59921-383-5
- Churchill, Winston (1951) [1948]. Closing the Ring. Col: The Second World War. V. Boston: Houghton Mifflin. OCLC 396150
- Corta, Henry (1952). Les bérets rouges [The Red Berets] (em francês). Paris: Amicale des anciens parachutistes SAS. OCLC 8226637
- Corta, Henry (1997). Qui ose gagne [Who dares, wins] (em francês). Vincennes, France: Service Historique de l'Armée de Terre. ISBN 978-2-86323-103-6
- «D-Day and the Battle of Normandy: Your Questions Answered». Portsmouth Museum Services. Consultado em 18 de Abril de 2014. Arquivado do original em 21 de Junho de 2013
- Douthit, Howard L. III (1988). The Use and Effectiveness of Sabotage as a Means of Unconventional Warfare- An Historical Perspective from World War I Through Vietnam (PDF) (Tese de M.Sc.). Wright-Patterson Air Force Base, Ohio: Air Force Institute of Technology. Consultado em 8 de Abril de 2014
- Ellis, L.F.; Allen, G.R.G.; Warhurst, A.E. (2004) [1962].  Butler, J.R.M, ed. Victory in the West, Volume I: The Battle of Normandy. Col: History of the Second World War United Kingdom Military Series. London: Naval & Military Press. ISBN 1-84574-058-0
- Escott, Beryl E. (2010). The Heroines of SOE: Britain's Secret Women in France. Stroud, Gloucestershire: History Press. ISBN 978-0-7524-5661-4
- Flint, Edward R (2009). The development of British civil affairs and its employment in the British Sector of Allied military operations during the Battle of Normandy, June to August 1944 (Tese de Ph.D.). Cranfield, Bedford: Cranfield University; Cranfield Defence and Security School, Department of Applied Science, Security and Resilience, Security and Resilience Group. OCLC 757064836
- Folliard, Edward T. (12 de Junho de 1942). «Molotov's Visit to White House, Postwar Amity Pledge Revealed». Washington Post
- Ford, Ken; Zaloga, Steven J. (2009). Overlord: The D-Day Landings. Oxford; New York: Osprey. ISBN 978-1-84603-424-4
- Francois, Dominique (13 de Outubro de 2013). Normandy: From D-Day to the Breakout: June 6-July 31, 1944. Minneapolis: Voyageur Press. ISBN 978-0-7603-4558-0
- Gilbert, Martin (1989). The Second World War: A Complete History. New York: H. Holt. ISBN 978-0-8050-1788-5
- Goldstein, Donald M.; Dillon, Katherine V.; Wenger, J. Michael (1994). D-Day: The Story and Photographs. McLean, Virginia: Brassey's. ISBN 0-02-881057-0
- Holland, James (5 de Junho de 2014). «D-Day: Exploding the myths of the Normandy landings». CNN
- Hooton, Edward (1999) [1997]. Eagle in Flames: The Fall of the Luftwaffe. London: Arms and Armour. ISBN 1-86019-995-X
- Horn, Bernd (2010). Men of Steel: Canadian Paratroopers in Normandy, 1944. Toronto: Dundurn Press. ISBN 978-1-55488-708-8
- Murray, Williamson (1983). Strategy for Defeat: The Luftwaffe, 1933–45. Washington: Brassey's. ISBN 1-57488-125-6
- Napier, Stephen (2015). The Armoured Campaign in Normandy June–August 1944. Stroud: The History Press. ISBN 978-0-7509-6473-9
- «Pegasus Bridge: The Bridge of the Longest Day». Mémorial Pegasus D-Day Commemoration Committee. Consultado em 7 de Abril de 2014. Arquivado do original em 7 de abril de 2014
- Special Operations Research Office, Counter-insurgency Information Analysis Center, United States Army (1965). A Study of Rear Area Security Measures. Washington: American University
- Staff (5 de Junho de 2014). «D-Day: In the words of the BBC journalists». BBC News. Consultado em 10 de Junho de 2014
- Stanley, Peter (6 de Junho de 2004). «Australians and D-Day». Anniversary talks. Australian War Memorial. Consultado em 26 de Abril de 2014
- US Department of the Navy, Naval History and Heritage Command. «D-Day, the Normandy Invasion, 6 – 25 June 1944». Frequently asked questions. Consultado em 29 de Abril de 2014
- Weigley, Russell F. (1981). Eisenhower's Lieutenants: The Campaign of France and Germany 1944–1945. I. Bloomington, Indiana: Indiana University Press. ISBN 978-0-253-13333-5
- Weinberg, Gerhard (1995) [1993]. A World At Arms: A Global History of World War II. Cambridge: Cambridge University Press. ISBN 978-0-521-55879-2
- Wenande, Christian (4 de Junho de 2014). «Denmark finally recognised as D-Day ally». Copenhagen Post. Ejvind Sandal. Consultado em 13 de Junho de 2014
- Whitmarsh, Andrew (2009). D-Day in Photographs. Stroud: History Press. ISBN 978-0-7524-5095-7
- Williams, Jeffery (1988). The Long Left Flank: The Hard Fought Way to the Reich, 1944–1945. Toronto: Stoddart. ISBN 0-7737-2194-0
- Wilmot, Chester (1997) [1952]. The Struggle For Europe. Ware, Hertfordshire: Wordsworth Editions. ISBN 1-85326-677-9
- Yung, Christopher D. (2006). Gators of Neptune: Naval Amphibious Planning for the Normandy Invasion. Annapolis: Naval Institute Press. ISBN 1-59114-997-5
- Zaloga, Steven J; Johnson, Hugh (2005). D-Day Fortifications in Normandy. Oxford; New York: Osprey. ISBN 978-1-4728-0382-5
- Zaloga, Steven J. (2009). Rangers Lead the Way: Pointe-du-Hoc, D-Day 1944. Oxford: Osprey. ISBN 978-1-84603-394-0
- Zuehlke, Mark (2004). Juno Beach: Canada's D-Day Victory: June 6, 1944. Vancouver: Douglas & McIntyre. ISBN 1-55365-050-6